# خان الخليلي
خان الخليلي، أحد شياخات حي وسط القاهرة بالمنطقة الغربية في محافظة القاهرة، ويتمتع بجذب سياحي كبير بالنسبة لزوار القاهرة ومصر بشكل عام. يتميز بوجود أسواق وبازارات ومحلات ومطاعم شعبية، كما يتميز بكثرة أعداد السياح واعتياد سكانه عليهم.
حي خان الخليلي كان مصدر إلهام للعديد من الكتاب والأدباء المصريين أبرزهم الكاتب نجيب محفوظ الذي ألف إحدى رواياته التي تدور أحداثها بالحي وتحمل اسمه «خان الخليلي» والتي تم تحويلها إلى فيلم سينمائي من بطولة الممثل عماد حمدي.

## تاريخ خان الخليلي
يبلُغ عُمر حيّ «خان الخليلي» العتيق، 600 عام، حيثُ يُعتبر واحدًا من أقدم الأسواق في أنحاء المحروسة والشرق الأوسط، وما زال مُحتفظًا بمعماره القديم مُنذُ عصر المماليك، حسبمّا تؤكد الهيئة العامة للإستعلامات المصرية.
فلم يتأثر خان الخليل بعوامل الزمن، وظل مُلهمًا للأدباء والفنانين، فيُحرّض أخيلتهم دائمًا على الإبداع، مثلما كتبَ، نجيب محفوظ، روايتهُ «خان الخليلي» من وحيّ أجواء الحيّ القديم، واصفًا إياه بـ: «ستجِد في الشارع الطويل، عِمارات مُربعة القوائم تصِل بينها ممرات جانبية تقاطع الشارع الأصليّ، وتزحُم جوانب الممرات والشارع نفسه بالحوانيت (أيّ الدُكان)؛ فدُكان للساعاتي وخطاط وأخر للشاي، ورابع للسجاد وخامس للتُحف وهكذا. بينما يقع هُنا وهناك مقاهي لا يزيد حجم الواحدة منها عن حجم الحانوت (الدُكان) الصغير، وقدّ جلسَ الصنَّاع أمام الدكاكين يكبون على فنونهم في صبر.
وُيذكر أنّ الخان هو مبنى على شكل مربع كبير، ويحيط بفناء يُشبه الوكالة، فيما تضُم الطبقة الوسطى منهُ المحلات، أما الطبقات العليا فتحتضِن المخازن والمساكن، بينما ترجع تسميتُه إلى صاحب أمر إنشاءه عام 784هجريًا، أيّ 1382 ميلاديًا، وهو الأمير جهاركس الخليلي، أحد الأمراء المماليك، من الخليل فلسطين، وتروي الحكايات التاريخية إنّهُ بعد مقتل الخليلي في دمشق، أزالَ السلطان المملوكي قنصوه الغوري الخان، وأقامَ مكانُه وكالات ودكاكين للتُجار، فاكتسب المكان طابع تاريخيّ مُحلىَ بآثار المماليك.
ولو عدنا بالزمان إلى الوراء كثيراً فسوف يطالعنا المؤرخ العربي الأشهر (المقريزي) الذي يقول إن الخان مبنى مربع كبير يحيط بفناء ويشبه الوكالة، تشمل الطبقة السفلي منه الحوانيت، وتضم الطبقات العليا المخازن والمساكن، وقد سمي بهذا الاسم نسبة إلى منشئه الشريف (الخليلي) الذي كان كبير التجار في عصر السلطان برقوق عام 1400 م.
وإذا كان المثل الشعبي يقول: إن «الرجل تدب مكان ماتحب»، فإن أول دبة على أرض الخان لابد أن تكون في مقهى الفيشاوي، الذي يزيد عمره عن مائتي عام، وهو من أقدم مقاهي القاهرة، وكان الكاتب الكبير نجيب محفوظ من أشهر رواده في فترة الستينات من القرن العشرين

## مقهى الفيشاوي
يعتبر من المقاهي القديمة في مصر ويرجع تاريخ تأسيسه عام 1769م.
عبقرية المكان في مقهى الفيشاوي الذي يتصدر الخان تستطيع أن تحتسي الشاي الأخضر، وتثرثر في أي شيء كيفما شئت، قبل أن تبدأ الجولة في الحي العتيق وليس هناك ماهو أمتع من التجوال سيراً على الأقدام داخل أزقة وحواري تحتاج إلى عبقرية في فك ألغازها، وإلى حاسة سادسة لمعرفة طلاسمها، فالأزقة متراصة كحبات عقد، متداخلة كقوس قزح متعدد الألوان، ولايعرف أحد حتى الآن الفلسفة المعمارية التي بني على أساسها خان الخليلي، فالأرض مبلطة بحجر بازلتي أسود لامع، والسوق مسقوف بخشب تحدى الزمن وعوامل التعرية، والشمس تتسلل إلى حوانيت عديدة تشكل مع بعضها سراديب مليئة بالكنوز والتحف النادرة، والمصنوعة بمهارة.

## داخل الخان
وإذا بدأت الرحلة في الخان فلابد وأن تلقي نظرة على ماتبقى من (مشربيات) مطلة على الشارع أو الحارة، وأسبلة جميلة مشغولة واجهاتها بالنحاس وفيها أحواض الماء التي كانت تروي العطشان وعابر السبيل في الزمن الذي كان. ويحتاج زائر الحي إلى عبقرية أو حساسية خاصة في المرور داخل الأزقة الضيقة وسط زحام أسطوري من البشر والمقاعد الخشبية التي رصها أصحاب المقاهي لجذب الرواد، وبمجرد أن تدخل الشارع يتناهى إلى الأسماع عبارات الترحيب المصرية خفيفة الظل، وكلمات أولاد البلد المرحبة تدعو الزائرات والزائرين للفرجة، «واللي مايشتري يتفرج». ولو دخلت أحد الحوانيت فإن البائع يستقبلك بعبارة «مصر نورت» ويرد الزائر الذي له خبرة بعالم القاهرة السحري ومفرداتها اللغوية «مصر منوره بأهلها»، ويبدأ في عرض ما لديه من بضائع، لاتفارقه ابتسامته، وكلماته المتدفقة حول جودة بضاعته، وأنها صنعت خصيصاً لعشاق الفن اليدوي. وتجار الخان خبراء في فن البيع، ورثوا التجارة والشطارة عن الأجداد، وهم يعرضون الأصيل والمزيف من البضائع، ولهم ولع عجيب بالمساومة، كما يتسمون بصبر وجلد على إقناع الزبون.
حي خان الخليلي هو واحد من ثمانية وثلاثين سوقاً كانت موزعة أيام المماليك على محاور القاهرة، ويقع هذا الخان وسط المدينة القديمة فوق مقابر الخلفاء الفاطميين سابقاً.
وكان المعز لدين الله قد استحضر معه من (القيروان) توابيت ثلاثة من أسلافه ودفنهم في مقبرته، حيث دفن هو وخلفاؤه أيضاً، وقد أمر الخليلي بنقل المقابر إلى أماكن أخرى وتأسيس سوق للتجار.
والأسلوب الذي كانت تعرض به البضائع في القاهرة القديمة حيث كانت تتلاصق الأسواق وتمتلئ الحارات بالحوانيت التي تعرض نفس البضاعة بأسعار متفاوتة، أمر أشبه مايكون بمعرض دائم ومستمر للبضائع المختلفة، ممايتيح فرصة ممتازة للمشتري في أن ينتقى مايريد ويختار الأجود، ويفاصل ويساوم ليحصل على الأمتن والأرخص.
هنا بضائع من كل صنف ولون، من الذهب والماس والفضة إلى أوراق البردي التي تحمل كلمات الهيروغليفية وتمائم وأيقونات وقصائد غزلية، ونقوشات باللون الأزرق تحكي في اختزال مدهش أجمل حكاية عشق في التاريخ (حكاية إيزيس وأوزوريس) التي يقبل عليها السياح الأجانب.

## مهرجان البضائع
كرنفال الزائرات والزائرين لحي خان الخليلي يتداخل مع ملابس مزركشة رصها أصحاب الحوانيت كنوع من العرض والإغراء والجذب على واجهة المحلات، وتتدلى مئات وربما آلاف (المسابح) داخل فترينات العرض، أو في أيدى صبية صغار يعرضون أنواعاً شتى من المسابح، بعضها مصنوع من بذر الزيتون والبلاستيك وتسمى (نور الصباح)، وبعضها الآخر ينتمي لفصيلة الفيروز والمرجان والكهرمان واليسر، ومنها مايصنع من خشب الصندل، ويقول أحد الصناع المهرة إن المسبحة تصنع على آلة يدوية صغيرة ودقيقة اسمها (المخرطة).
وفي خان الخليلي تحرص النساء من كل الجنسيات على شراء (العقد) الذي تتدلى منه (عين حورس)، وتصنع العقود من خامات شتى، وما على الزبون إلا تحديد طلبه وفق إمكاناته المالية، وهنا يخرج له البائع (تحفة فنية) ربما مر على صناعتها مئات السنين، يوم أن كانت القاهرة في العصور الوسطى مركزاً تجارياً عظيماً، تجلب بضائع الشرق الأقصى وترسلها في شتى طرق الملاحة في البحر الأبيض المتوسط. كان ذلك في العصر الذهبي لتجارة التوابل مع بلاد الهند والسند وبلاد تركب الأفيال وتشترى الرجال، ففي القرن السادس عشر نقل إلى خان الخليلي أغرب سوق في تاريخ القاهرة القديمة والحديثة، وهو سوق (العبيد) الذي ذاع صيته في الشرق والغرب ووصفه الرحالة باعتباره من أهم الأسواق التي اختلطت فيها جميع الجنسيات.
لقد انتهي ذلك العصر بكل مافيه من ملامح عظيمة أو تجاعيد انهيار، ونحن الآن في عصر جديد مختلف، ينظر فيه السائحون والزوار إلى البضائع المتناثرة في الأرجاء والفاترينات على أنها (هدية) من قاهرة المعز لدين الله الفاطمي، وفي المحلات الصغيرة المتلاصقة إبداع التجار في رص المشغولات الذهبية والفضية والنحاسية.
ويذكرك مشهد هذه المحلات بأسواق تركيا التي تسمى (البازار) والتي تحتل شوارع هائلة تقع تحت مدينة (أسطنبول) حيث تمتد شوارع بكاملها تتخصص بنوع واحد من البضائع. على أن أهم مايلفت النظر في مشغولات خان الخليلي هو دقة الصناعة اليدوية، هناك محلات تعرض قلادة أو أسورة عليها نقوشات ومنمنمات قضى في نقشها صانع ماهر أياماً وربما شهور. والذهب هو الذهب مهما مر الزمان أو تغيرت الأوطان، والسياح الأجانب يحرصون على شراء المشغولات الفضية، لكن السياح العرب يحبون الذهب، وقد زحفت محلات من شارع الصاغة الشهير إلى خان الخليلي بحثاً عن (زبون) رفيع الذوق، يقدر ما بين يديه من نفائس.

## أسواق القاهرة
كان في القاهرة الفاطمية أسواق متعددة، وساحات عامة شيدت لأغراض التجارة وهي التي تسمى كل منها (قيسارية) وقد خصصت كل واحدة منها لبيع سلعة معينة، وبعضها يبيع الأشياء التي تجلبها القوافل من الحبشة مثل العقاقير والببغاوات والتبر، وقد كان هناك أسواق خاصة للأحجار الكريمة في شارع الموسكي، لكنه استقر الآن في خان الخليلي، عقيق ومرجان، زمرد وفيروز وأنواع أخرى من أحجار هندية، ويمنية وحبشية تجذب السياح وتخطف أبصارهم.

## العطور والبخور
وتسبح في الفضاء روائح جميلة تصل إلى السائح الذي يعبر الزقاق في اتجاه شارع الموسكي حيث تكثر تجارة العطور العربية والآسيوية والأوروبية، هنا عطر الملك، والعنبر، والياسمين والفل، مئات وربما الآن زجاجات ذات أشكال وألوان غريبة تحتوى عطوراً غير مألوفة تتراوح ألوانها ما بين الزيتي في لون البترول الخام، والأصفر الذهبي، والبنفسجي الممزوج بالعنبر. ونسأل تاجر يتحدى الزمن بابتسامة عن (الأسانس) الذي يتم تصنيع هذه العطور منه فقال إن ما أراه من عطور هنا يكاد يكون هو التركيبة الفعلية للعطر بدون إضافة كحول تذكر إليه، وناولني زجاجة تحتوي عطراً زيتي الملمس، فاقع الأريج وقال إن هذا العطر يتم استخلاصه من نوع معين من ذكور الغزال يسمى وعل المسك، أما هذا الذي يخلط لونه البنفسجي بعتامة تتألق تحت الضوء فهو خلاصة البنفسج، أما زيت العنبر فيفرزه نوع واحد من الحيتان يسمى حيتان العنبر، والحوت لايفرز هذا العنبر إلا وهو يلفظ أنفاسه الأخيرة أو يعانى سكرات الموت.
أما البخور فله مملكة خاصة في الخان، ويعتقد الناس أن دخان المستكة يمنع العين والحسد، أما الكسبرة فهي زعيمة مملكة البخور ويطلق عليها الناس اسم (الفك والفكوك) أي أن من يشمها تذهب عنه العقد بلا رجعة. أما زائر خان الخليلي فلابد أن تكون له رجعة.

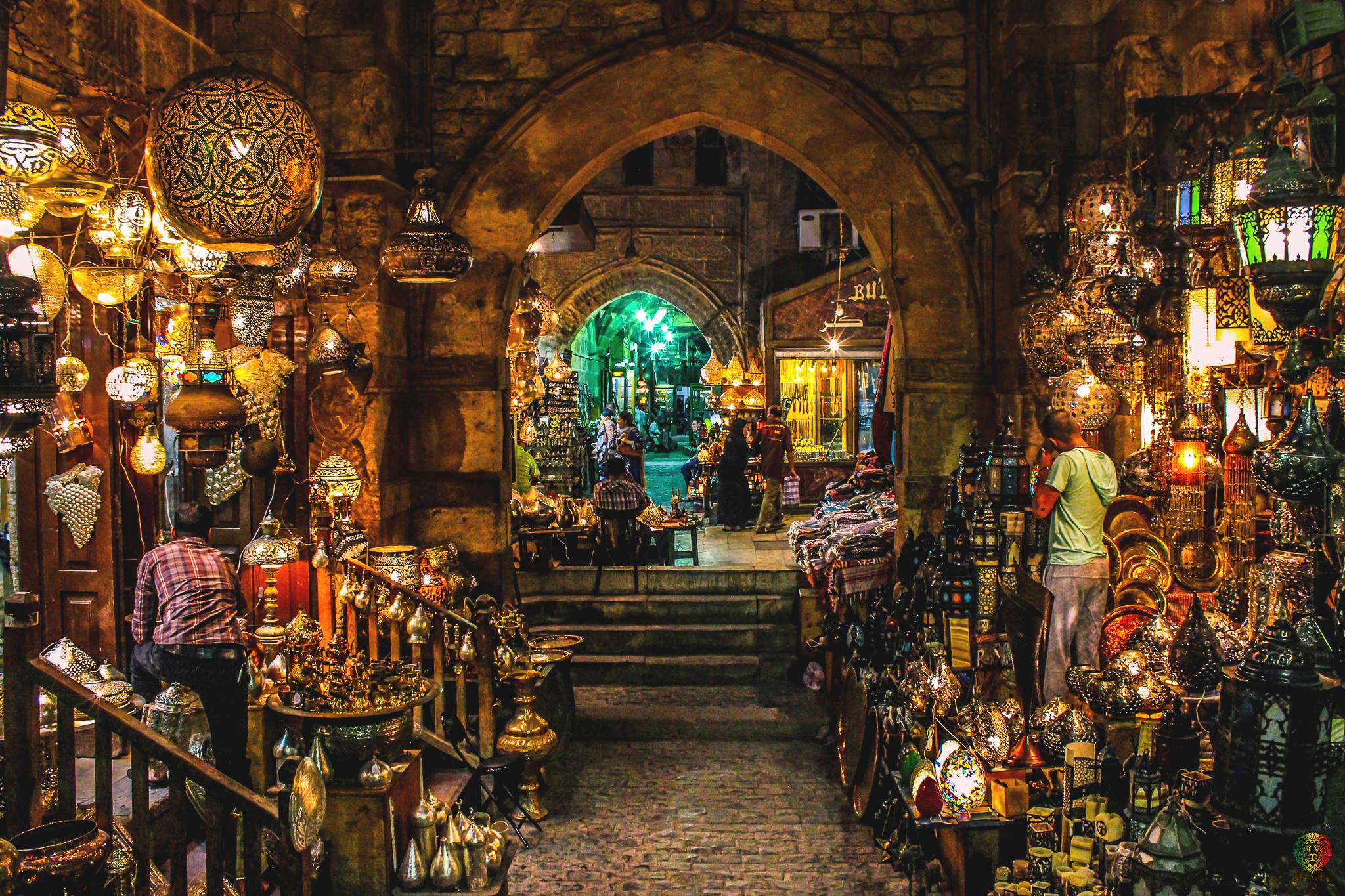
مشغولات نحاسية اسفل بوابة الغورى بخان الخليلى

## معرض صور

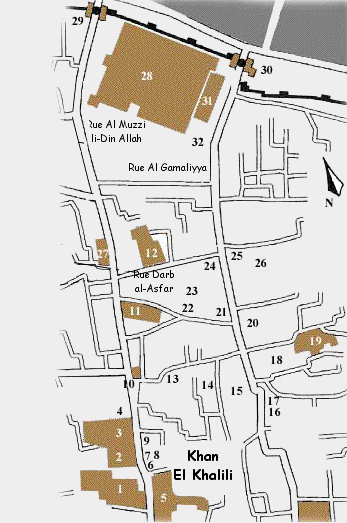
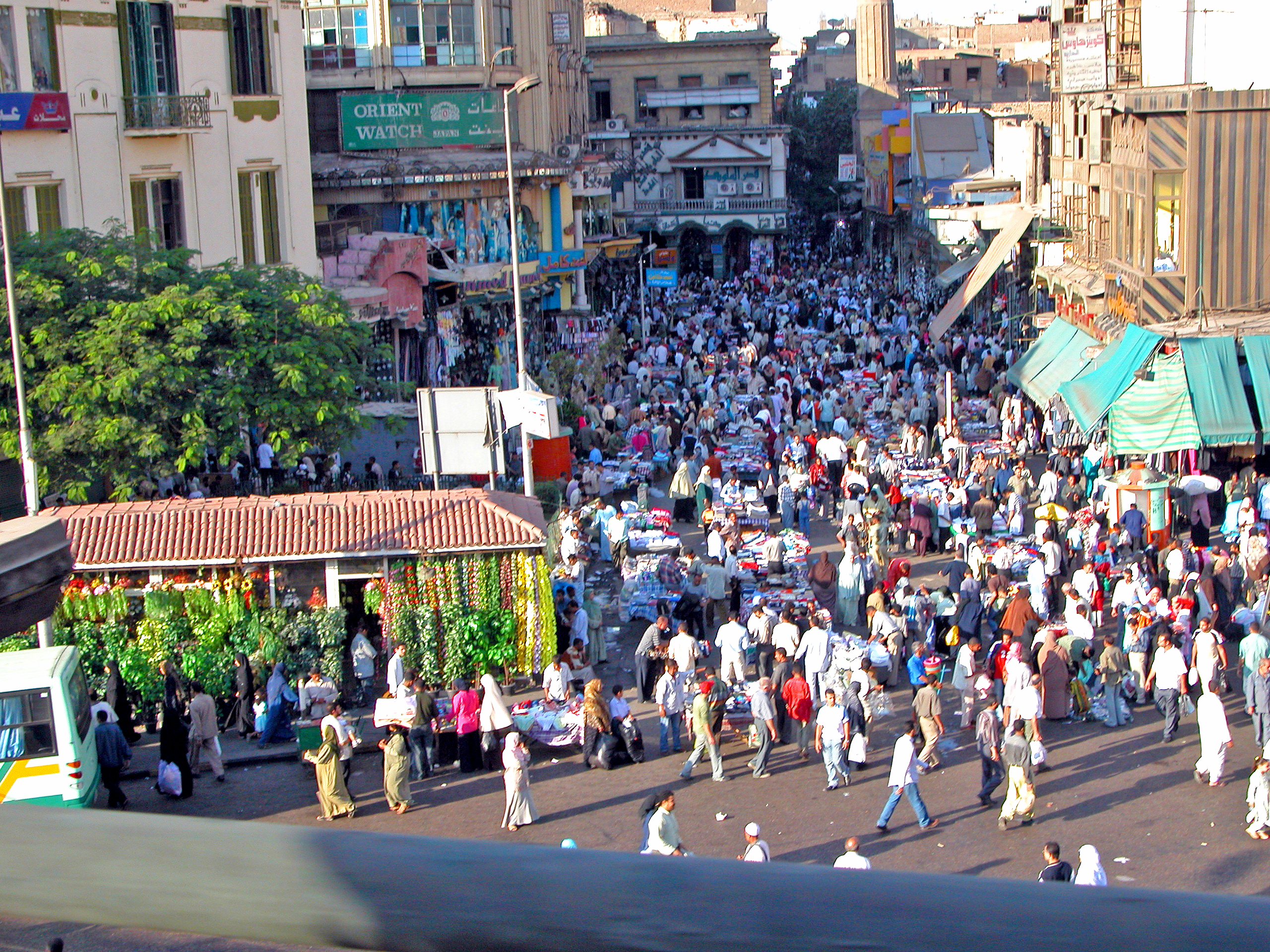
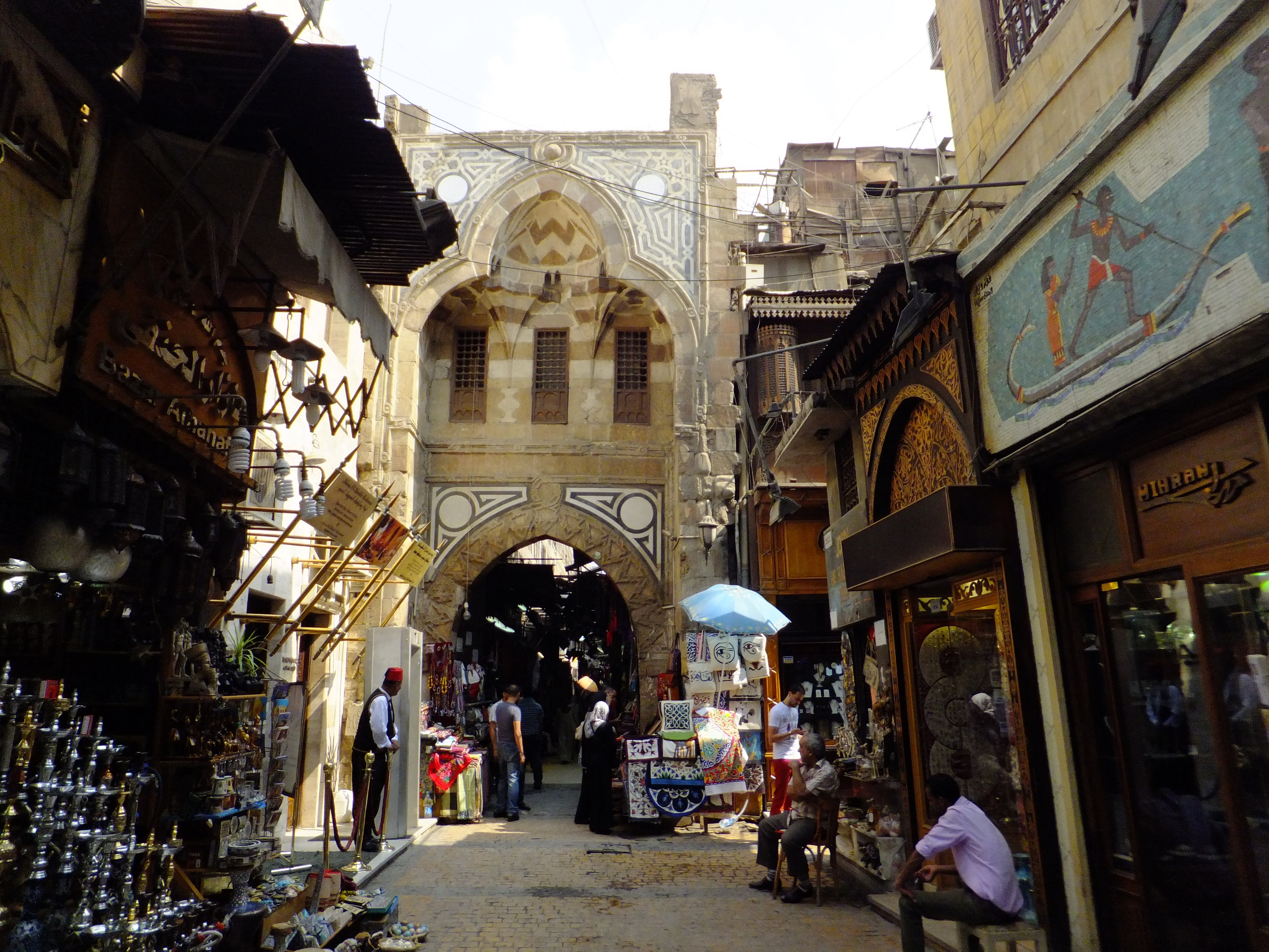
البادستان
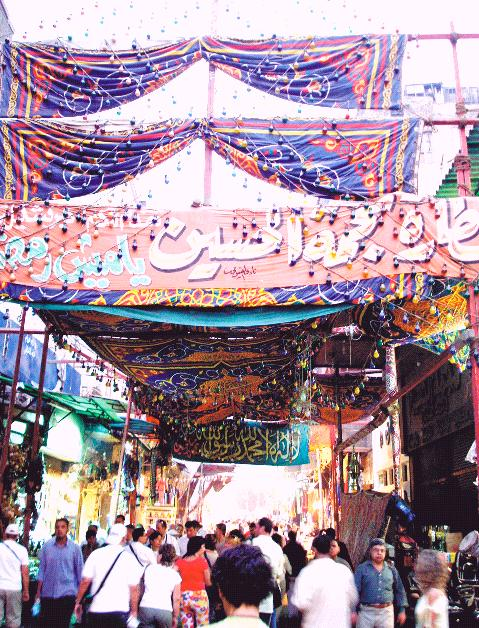
خان الخليلي
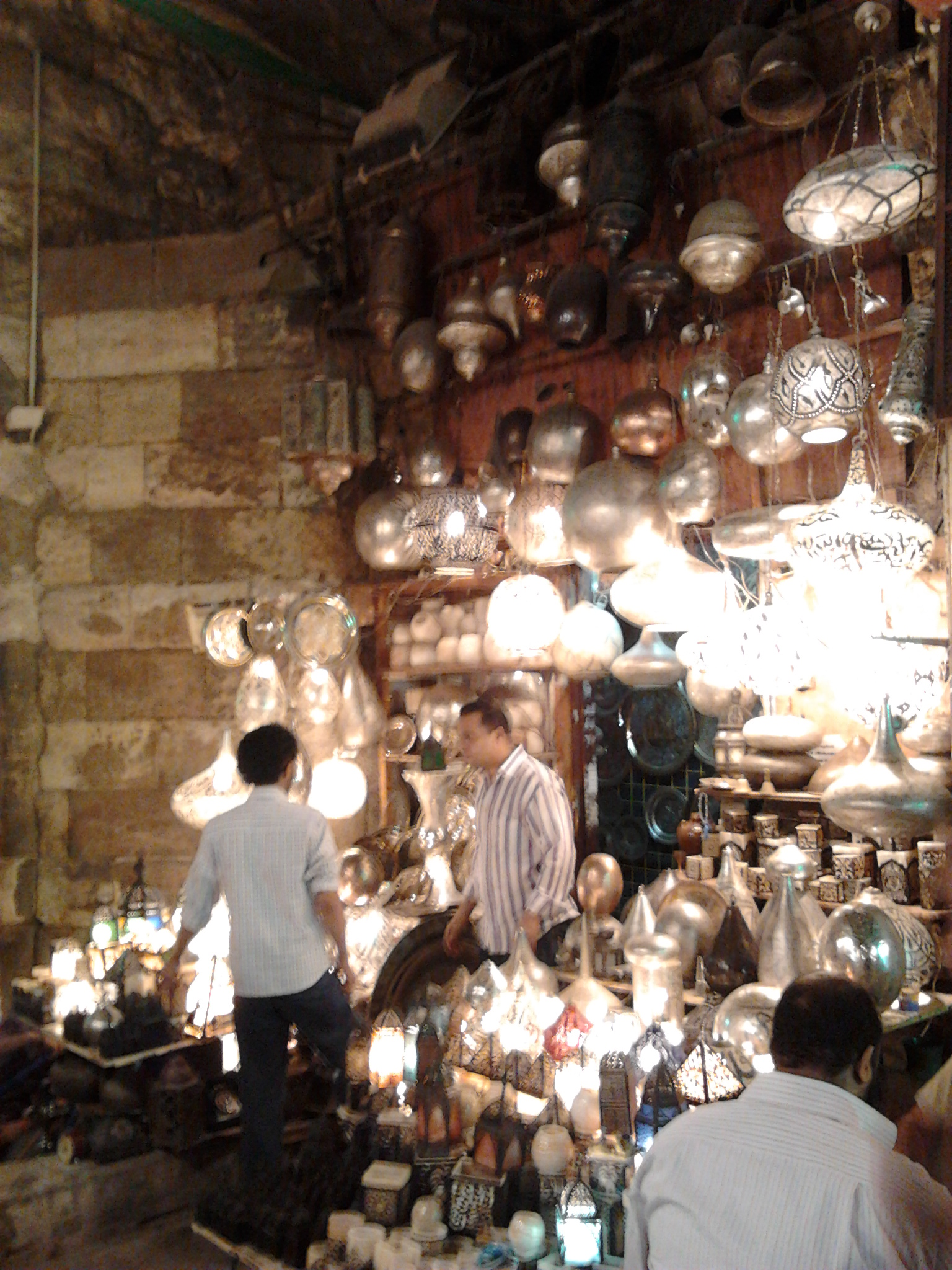
خان الخليلي
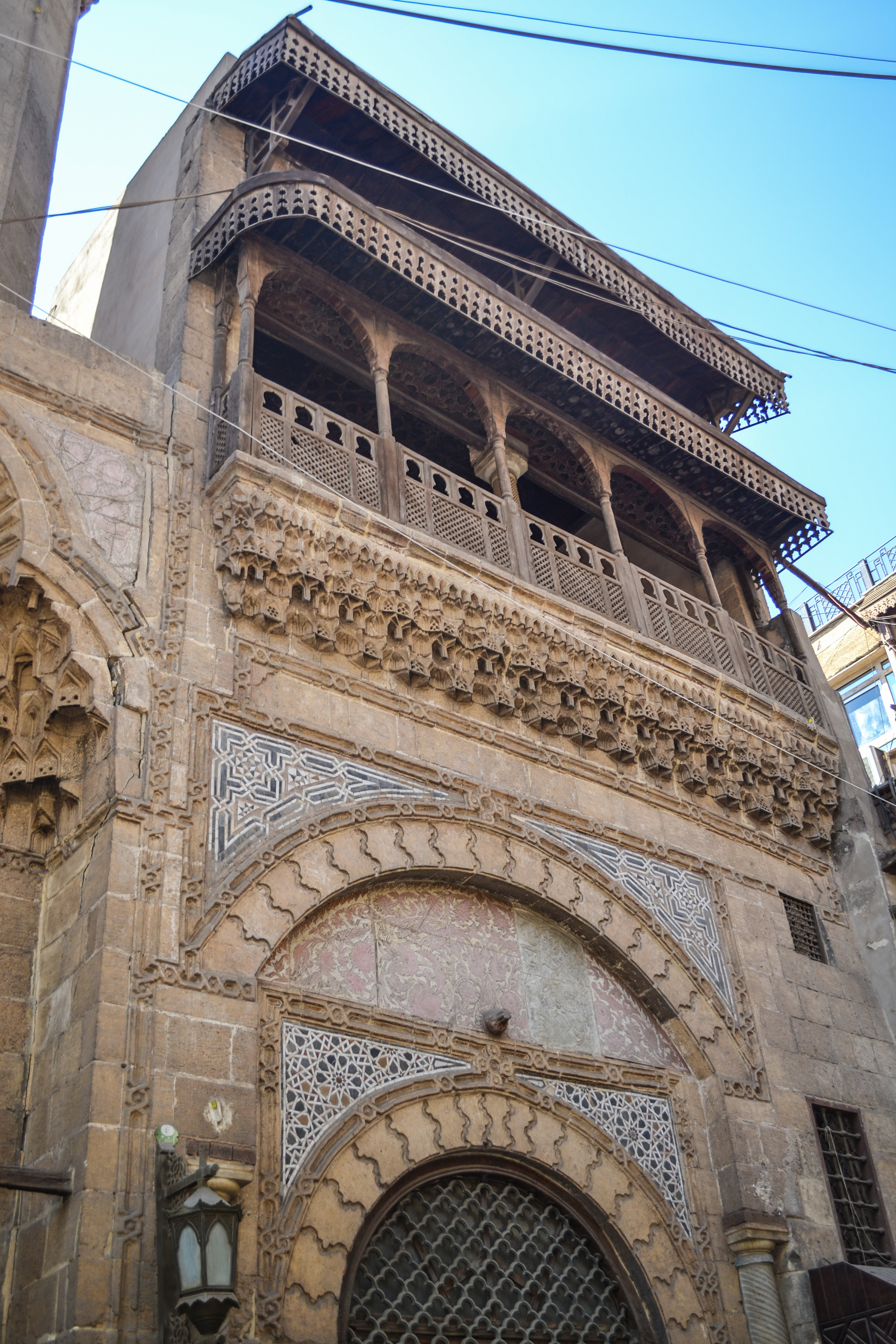
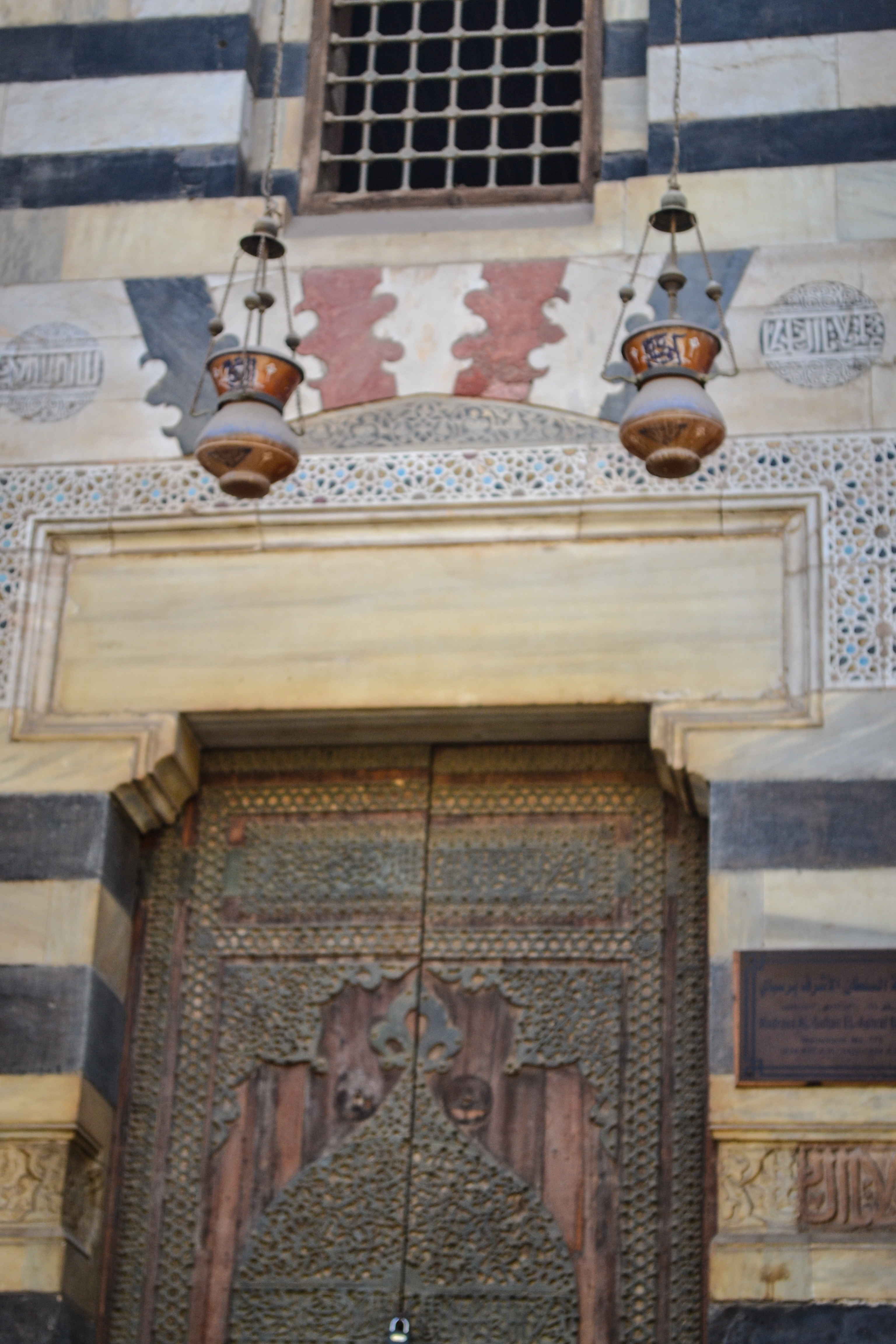
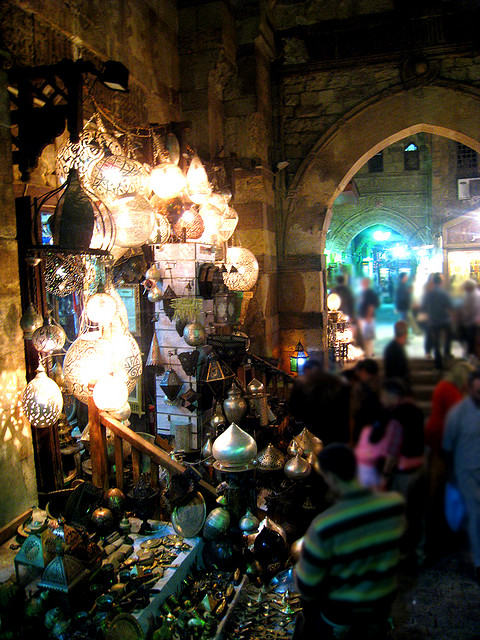
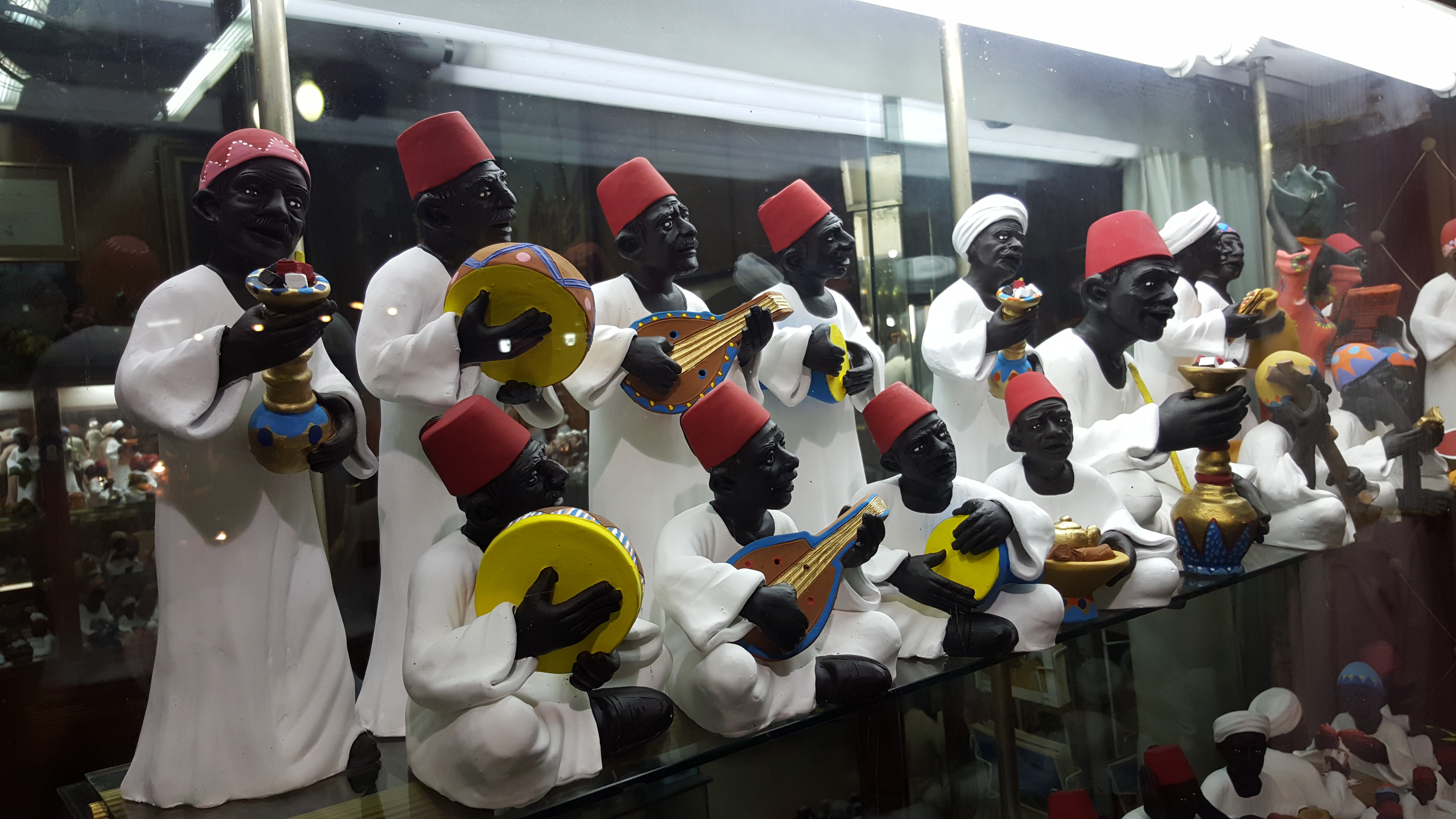
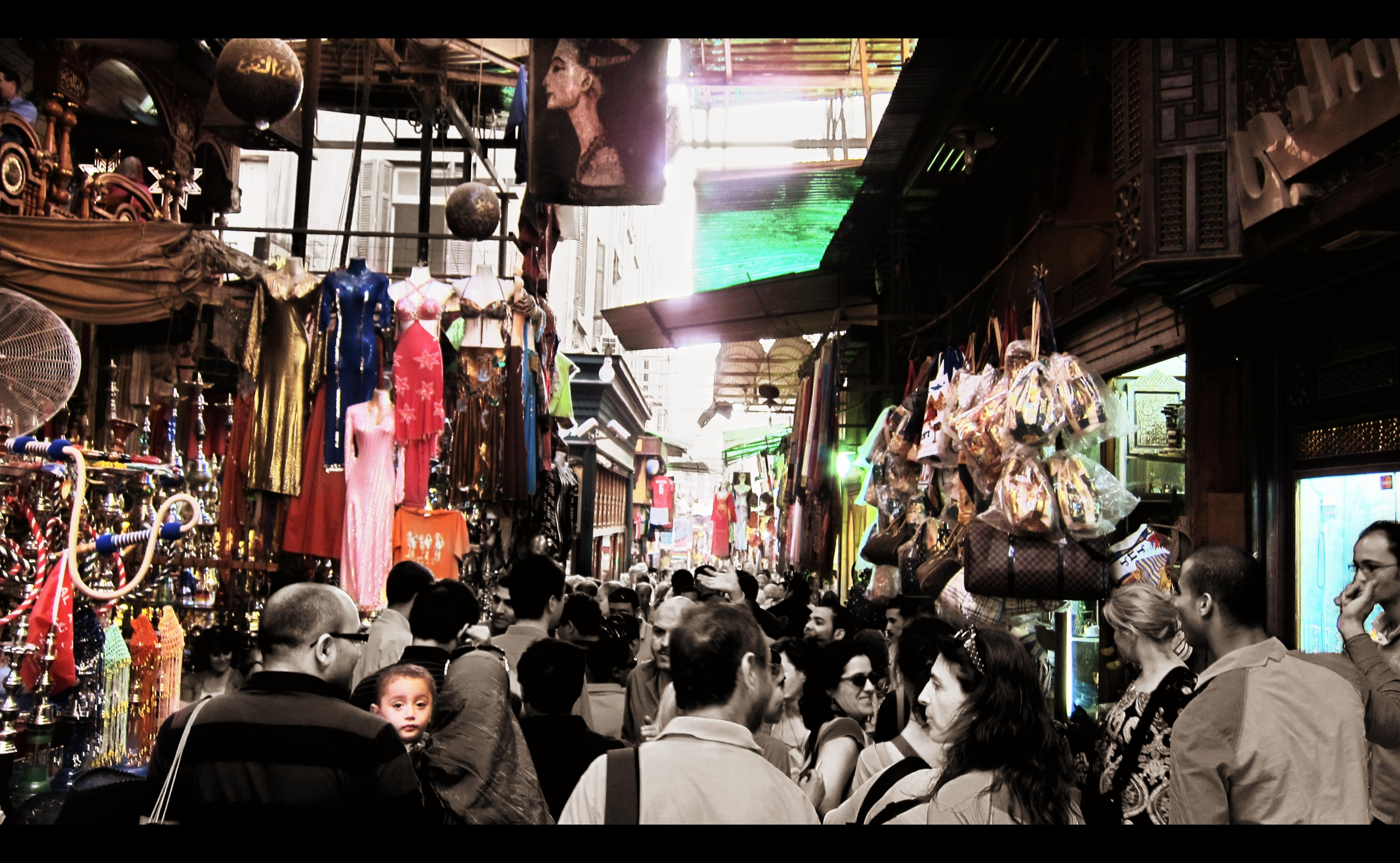
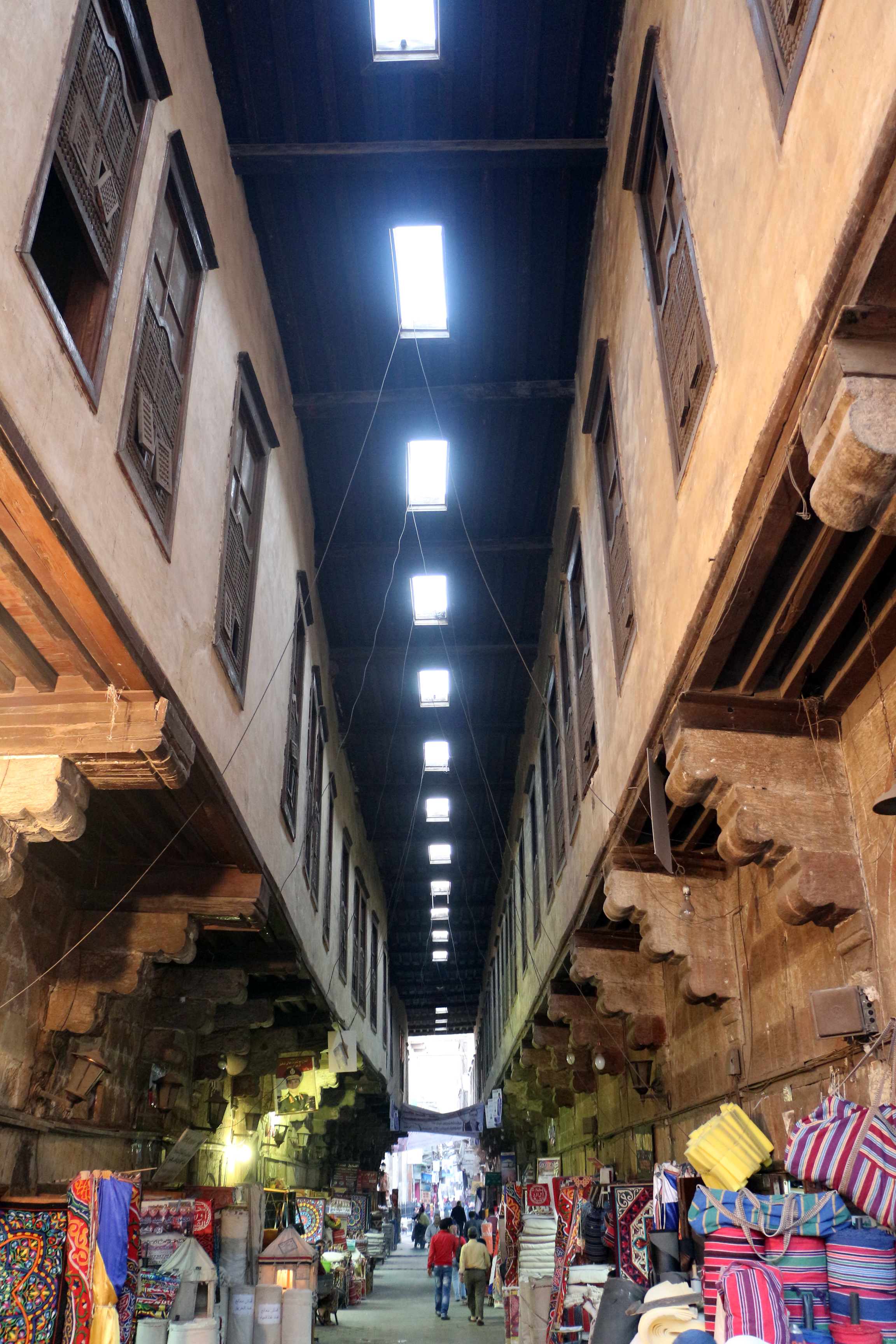
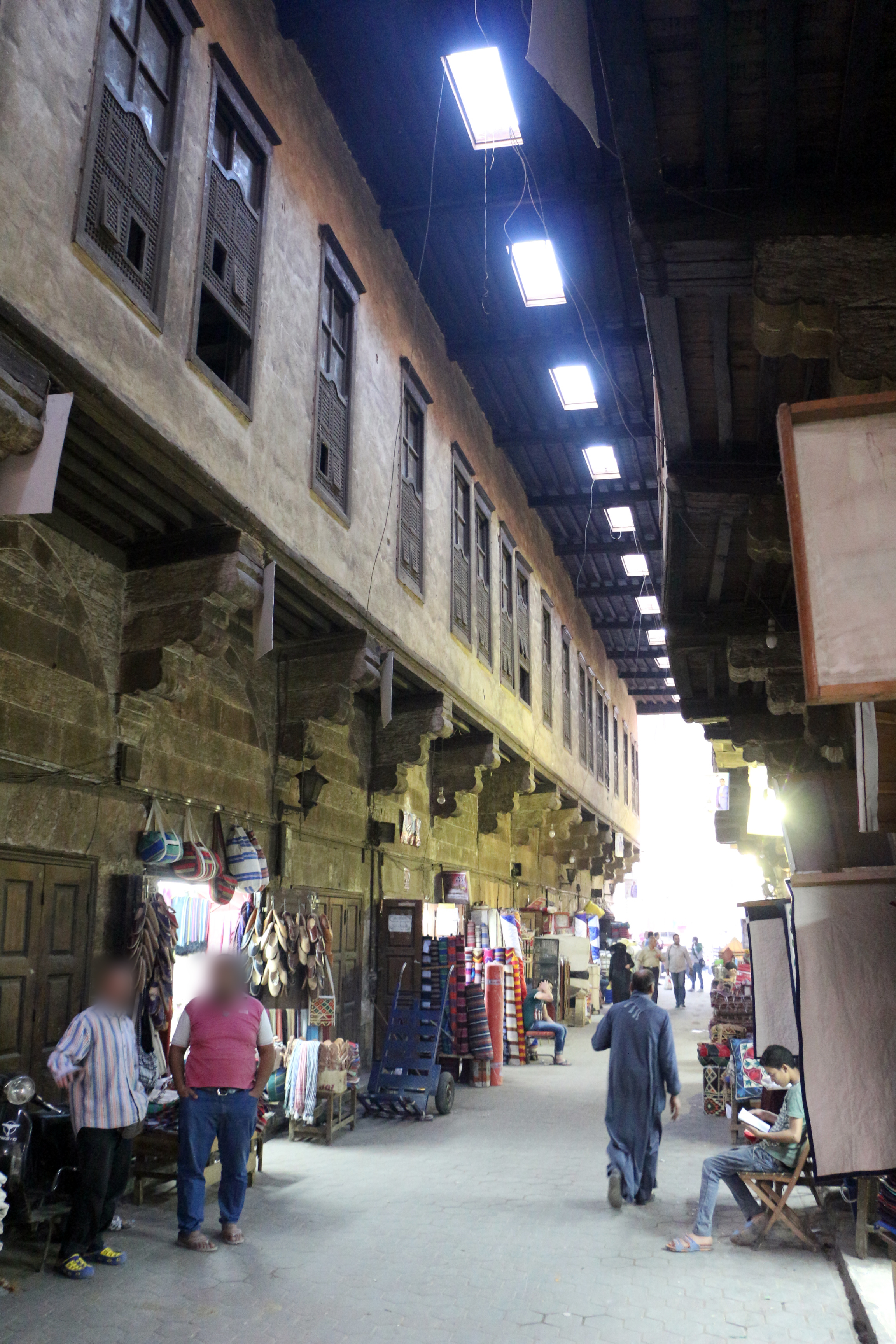
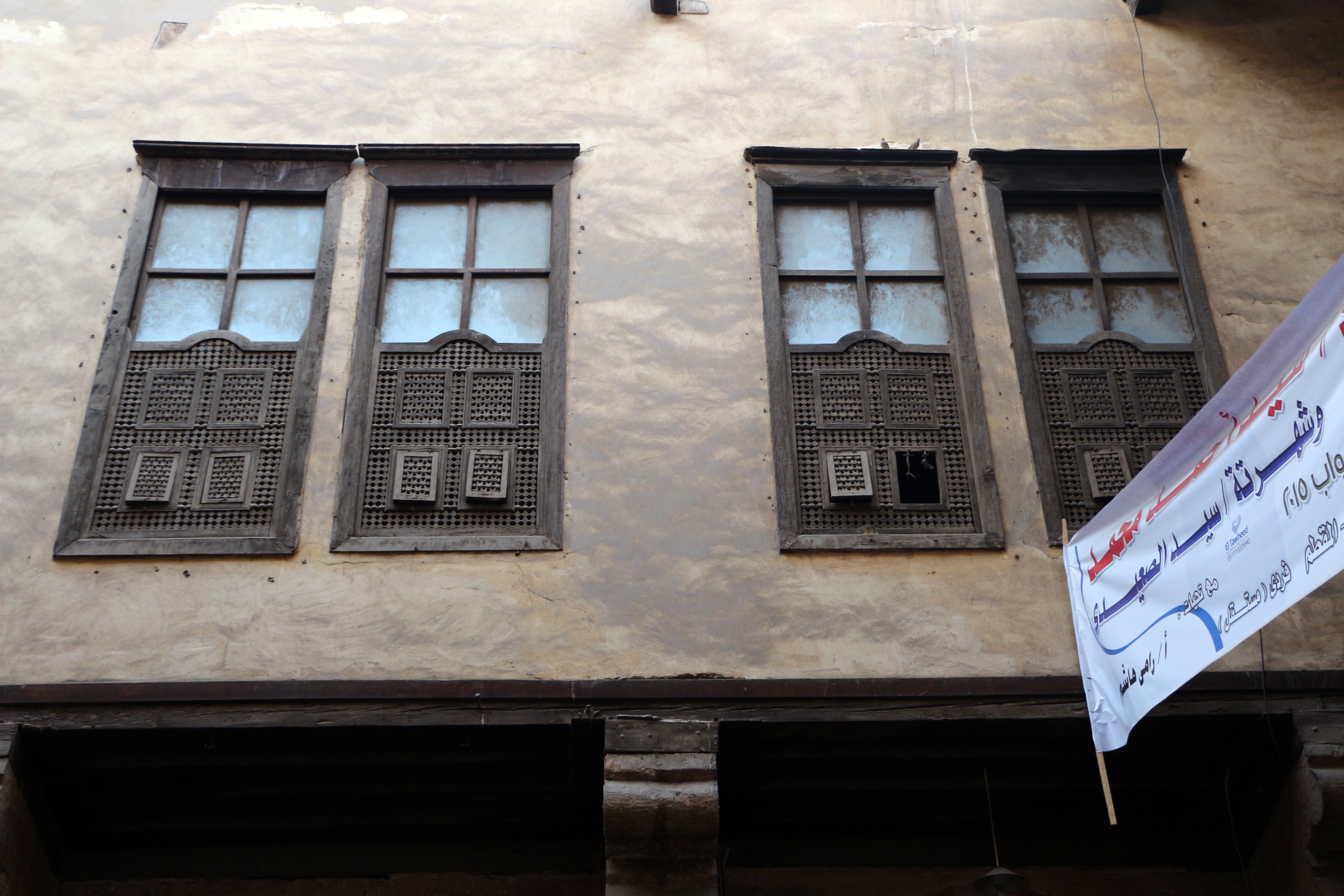
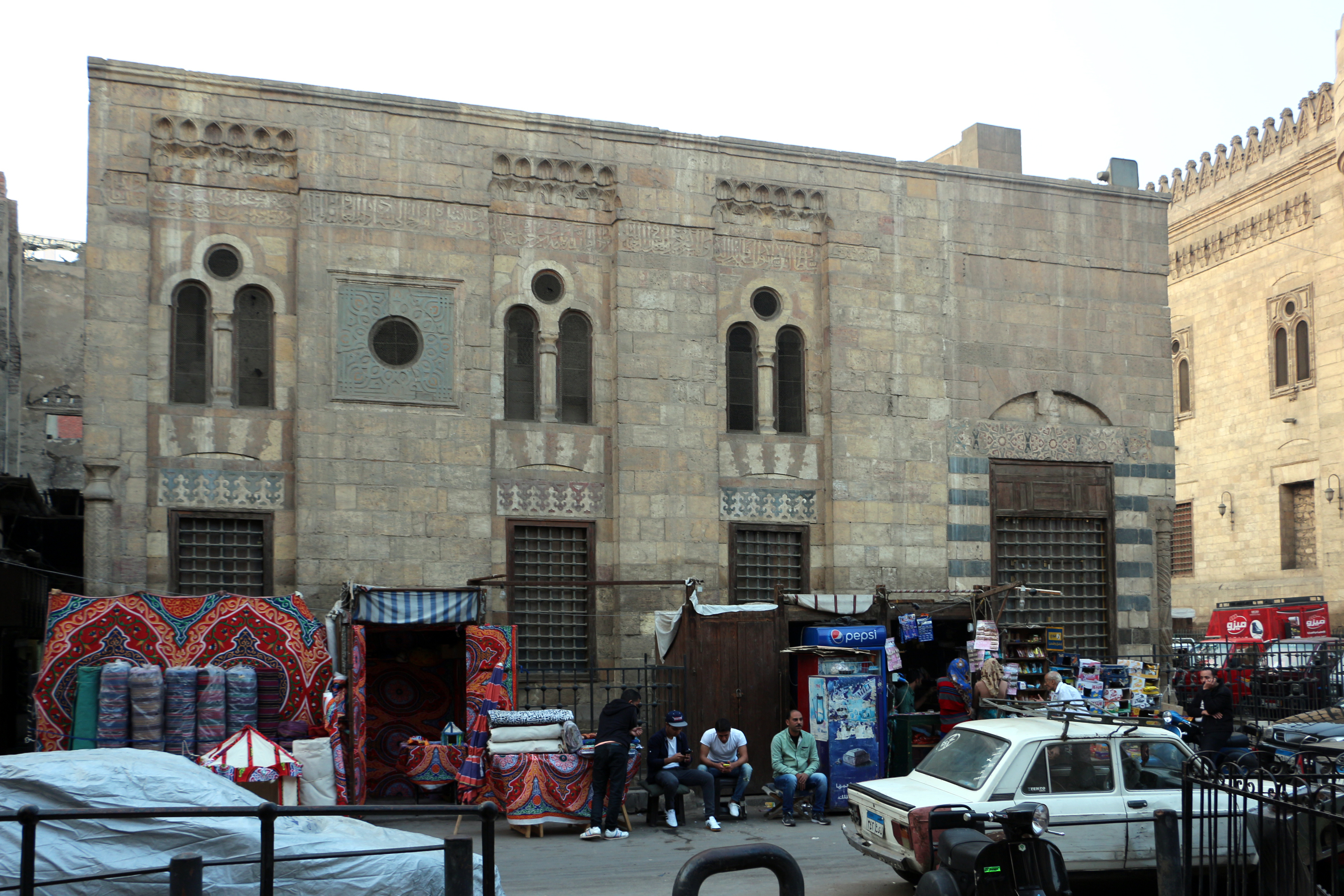
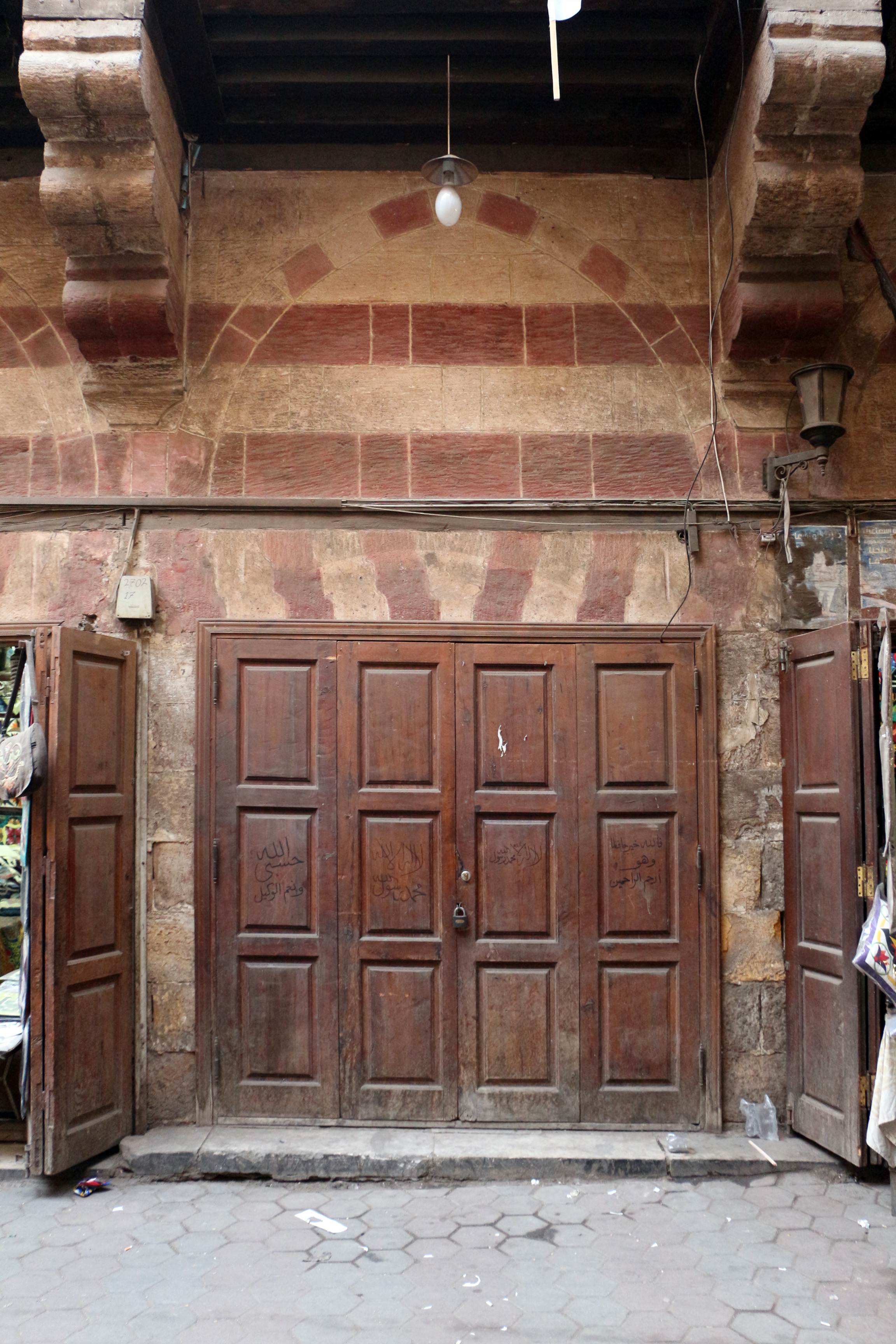
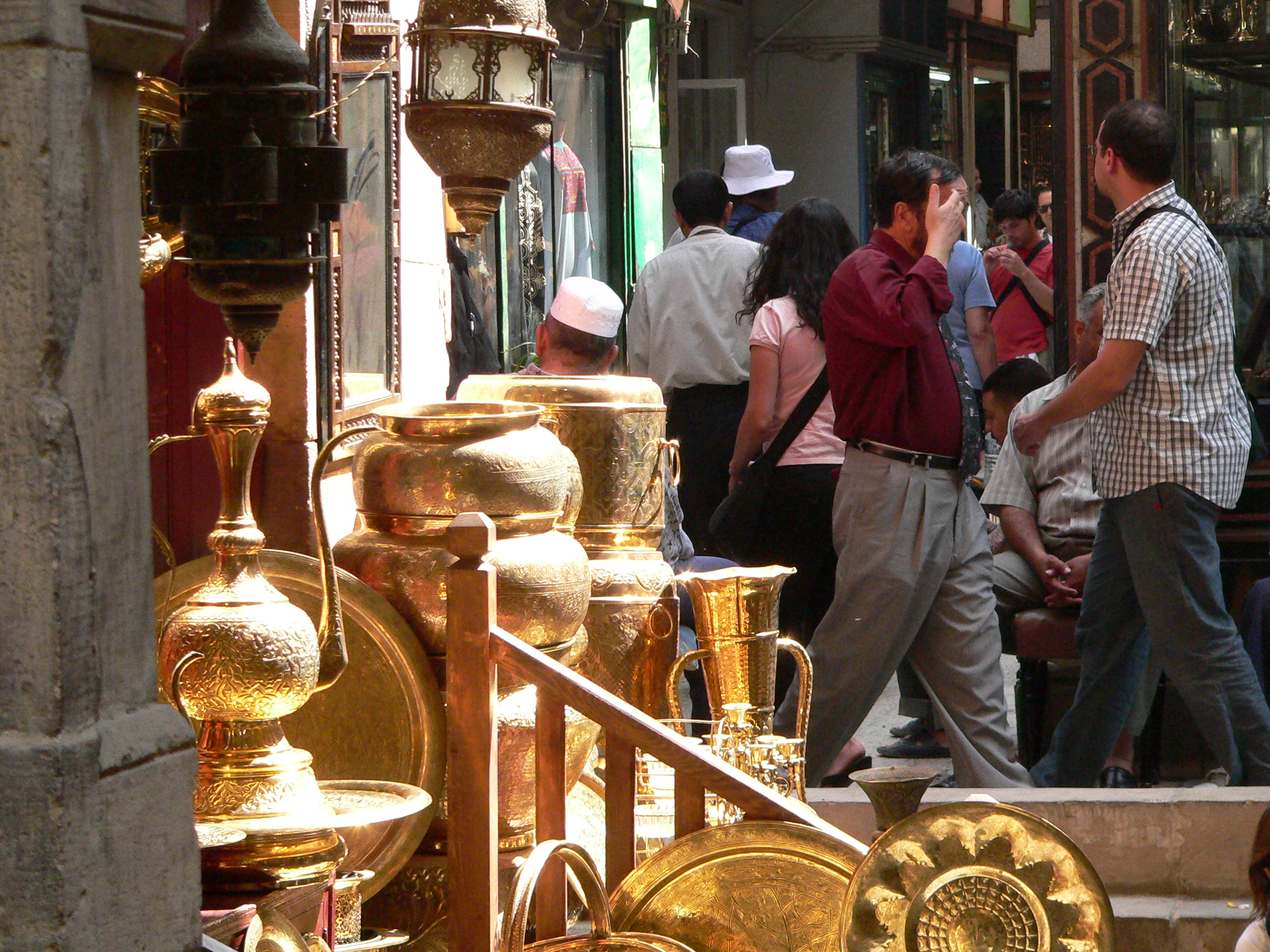
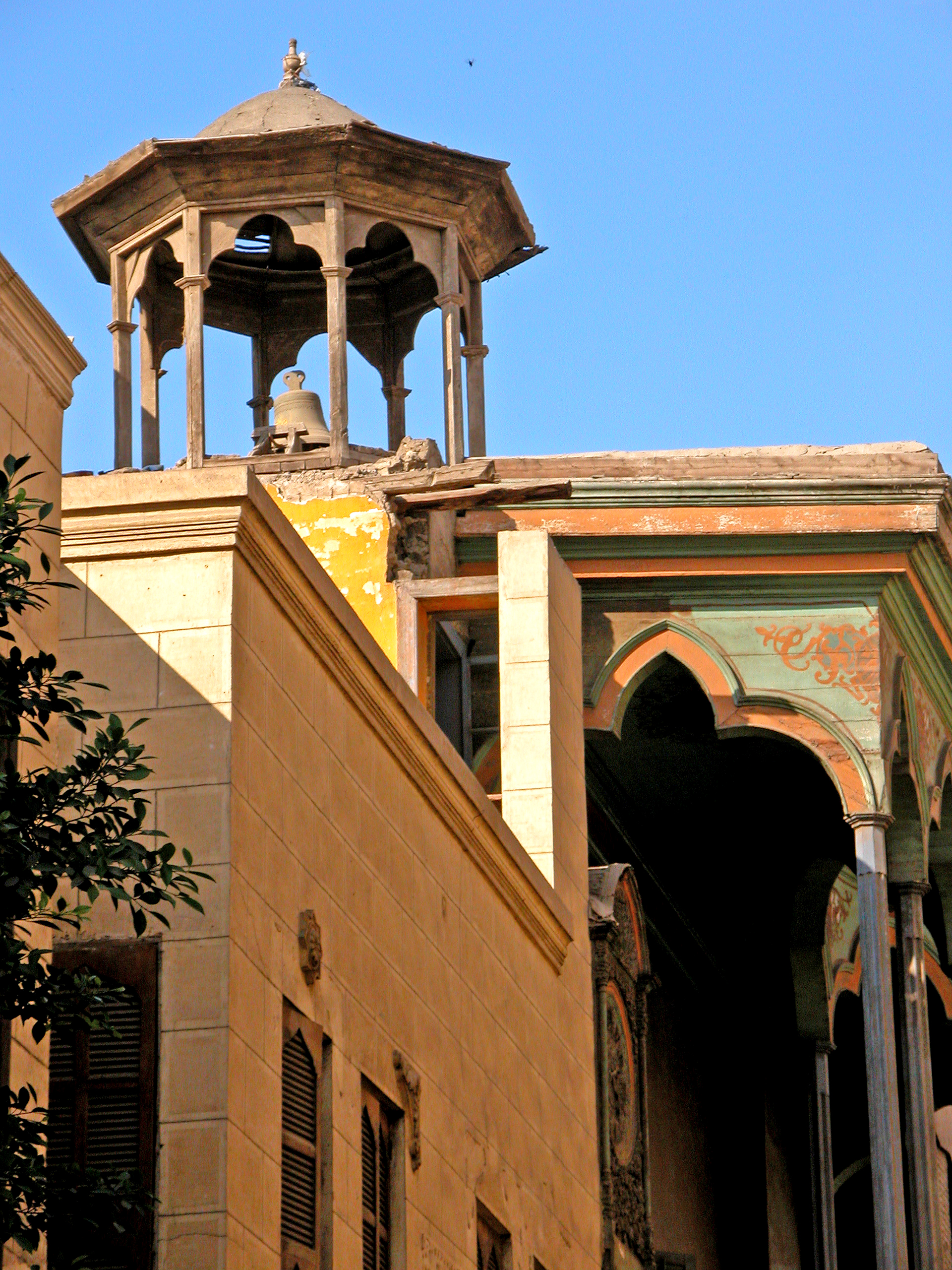
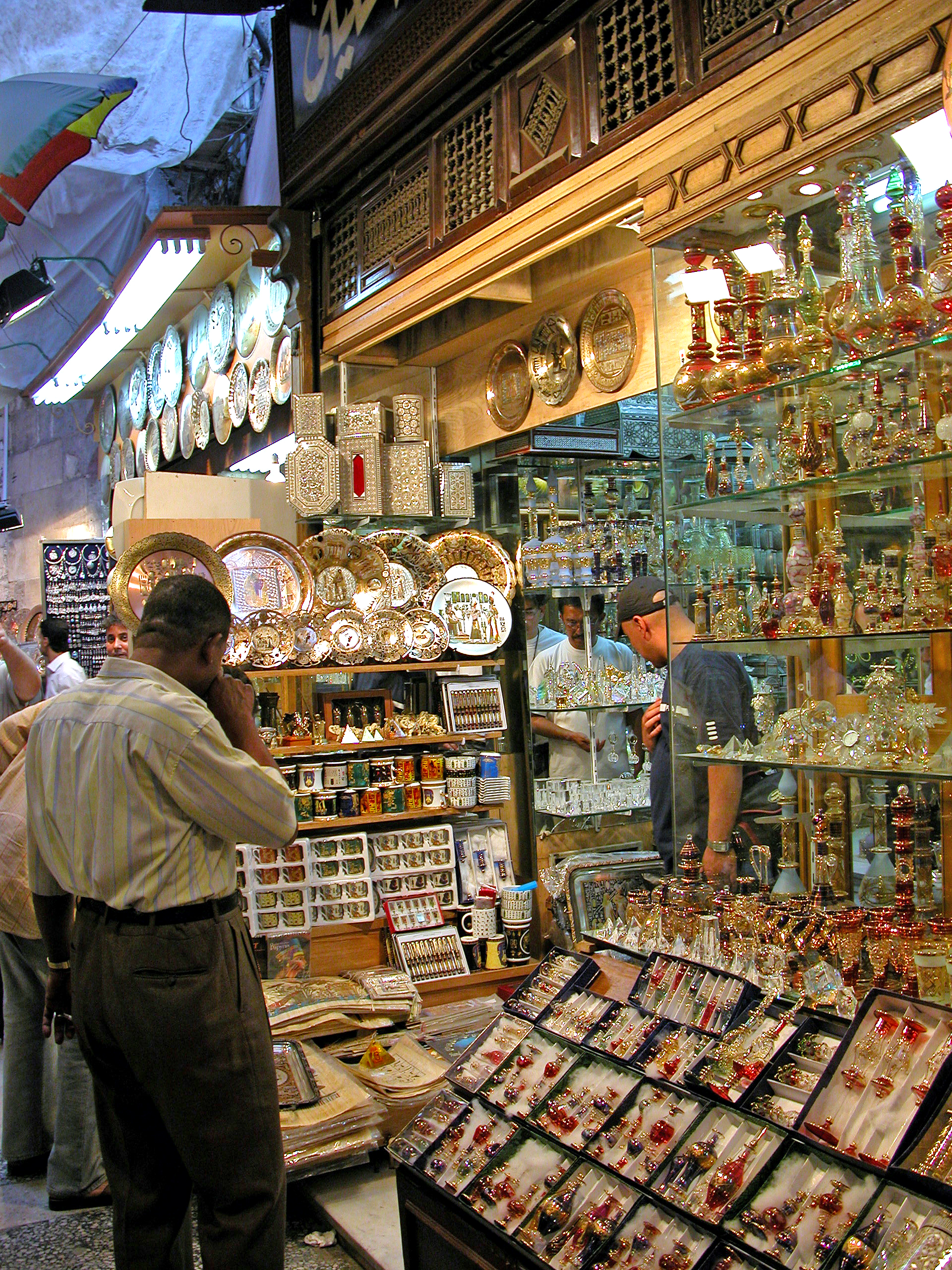
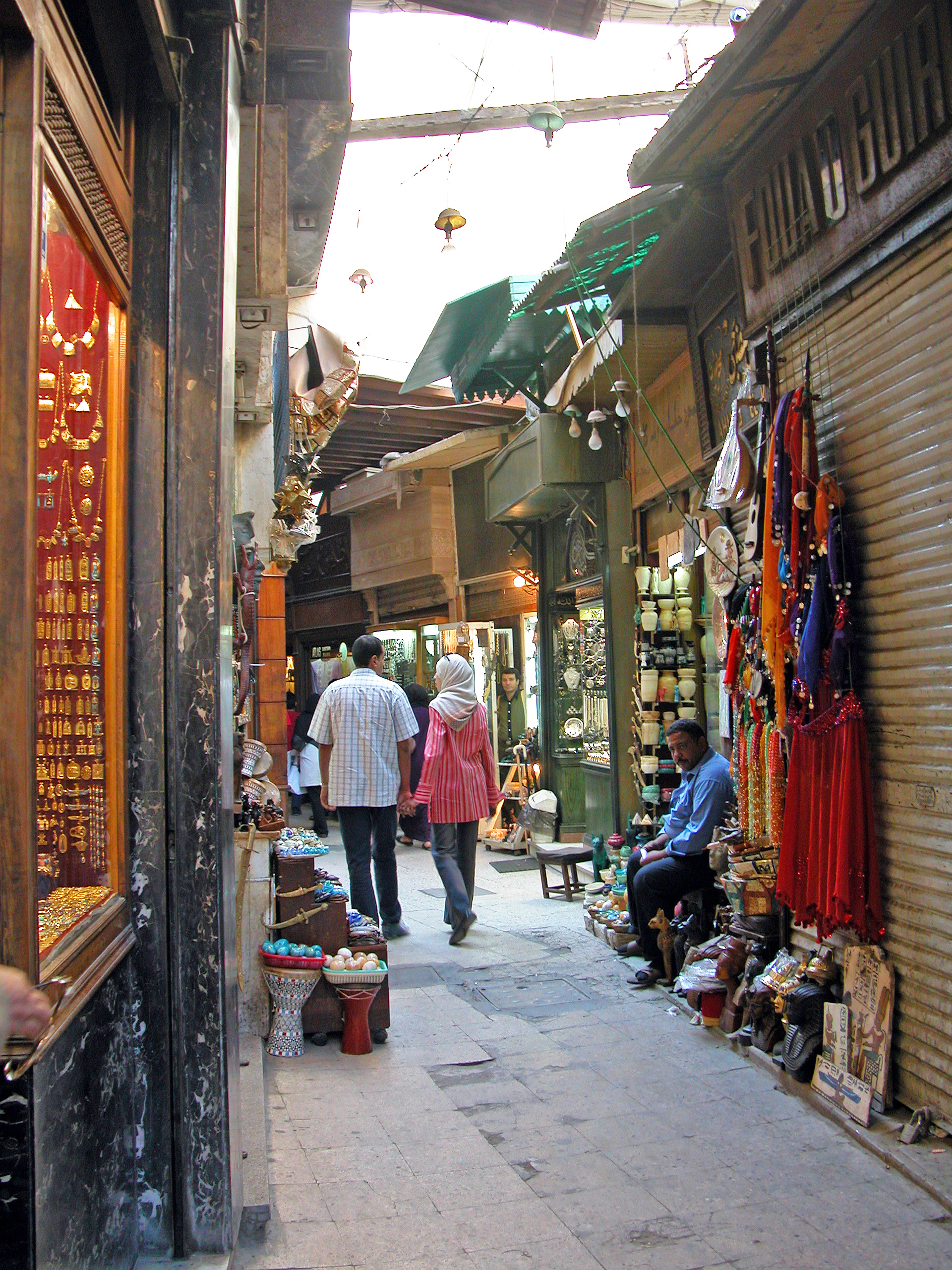
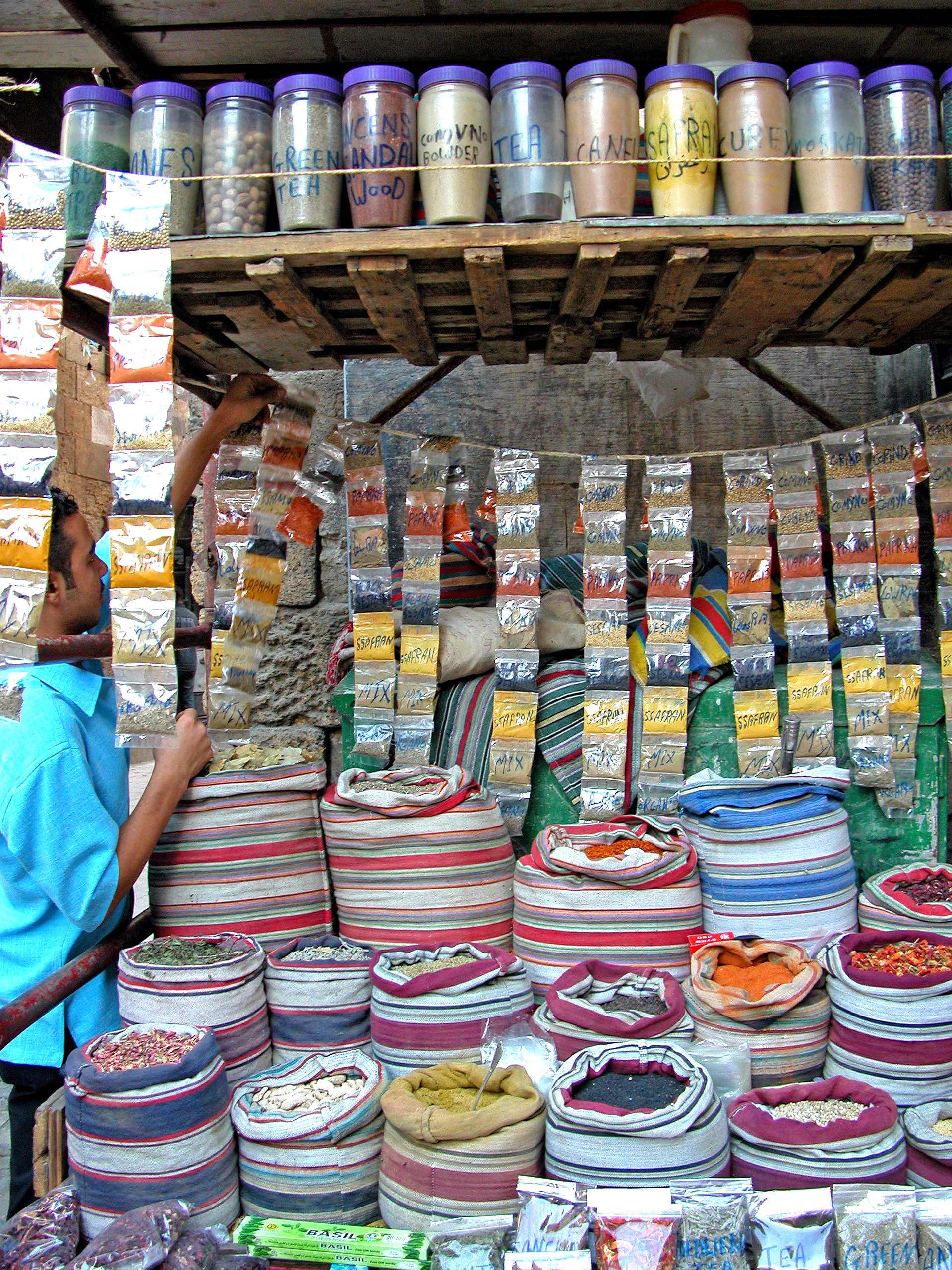
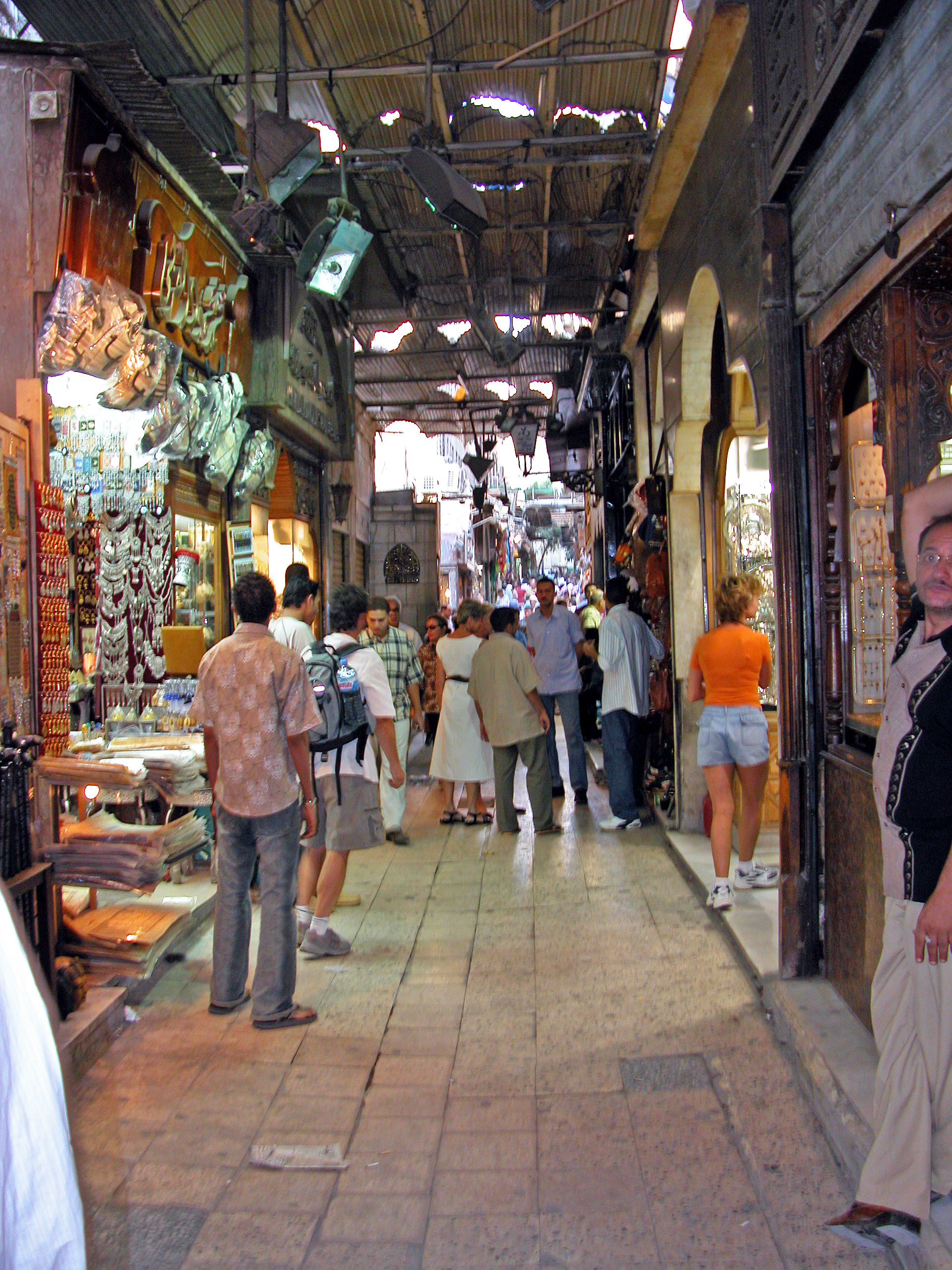
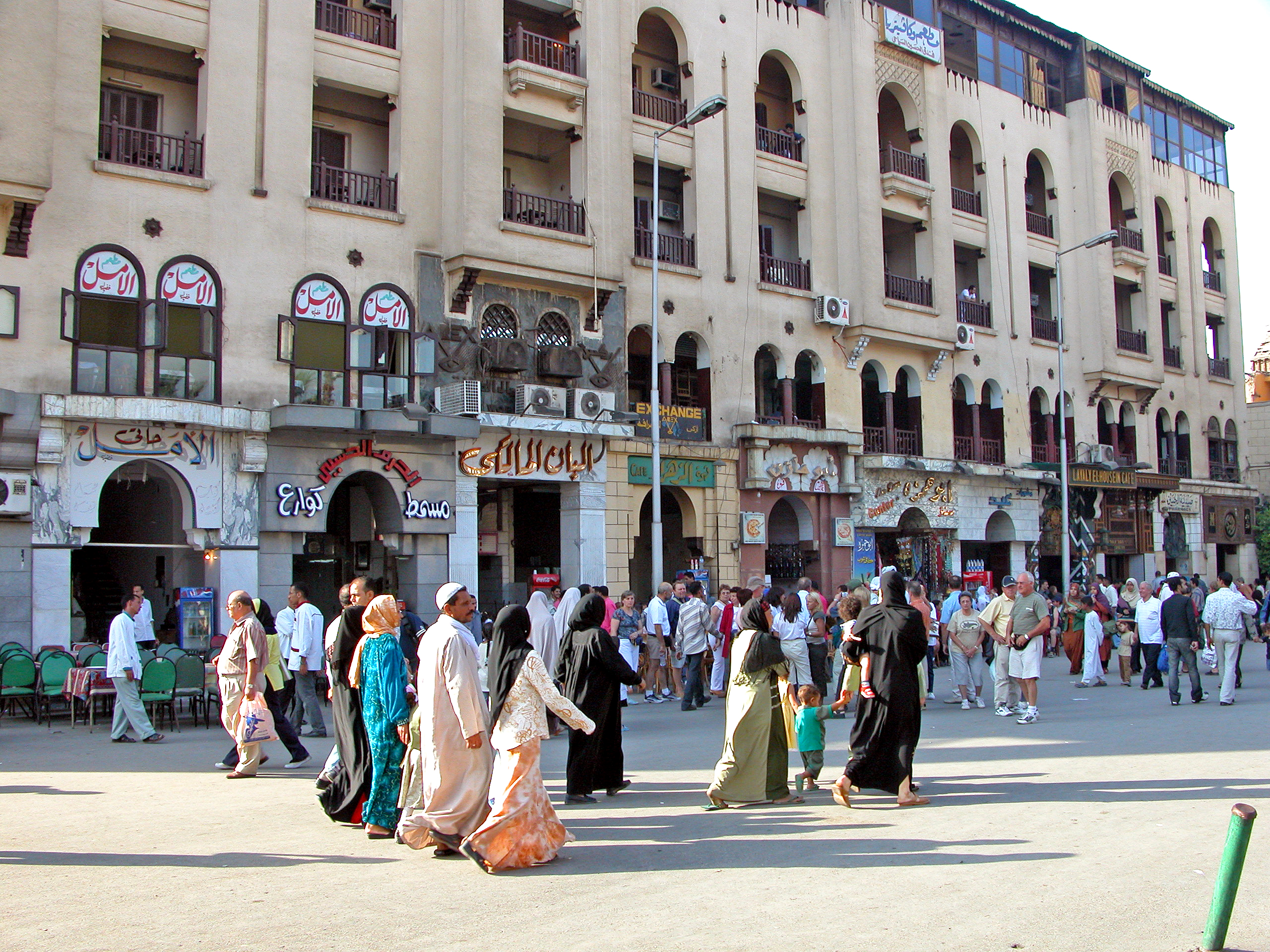
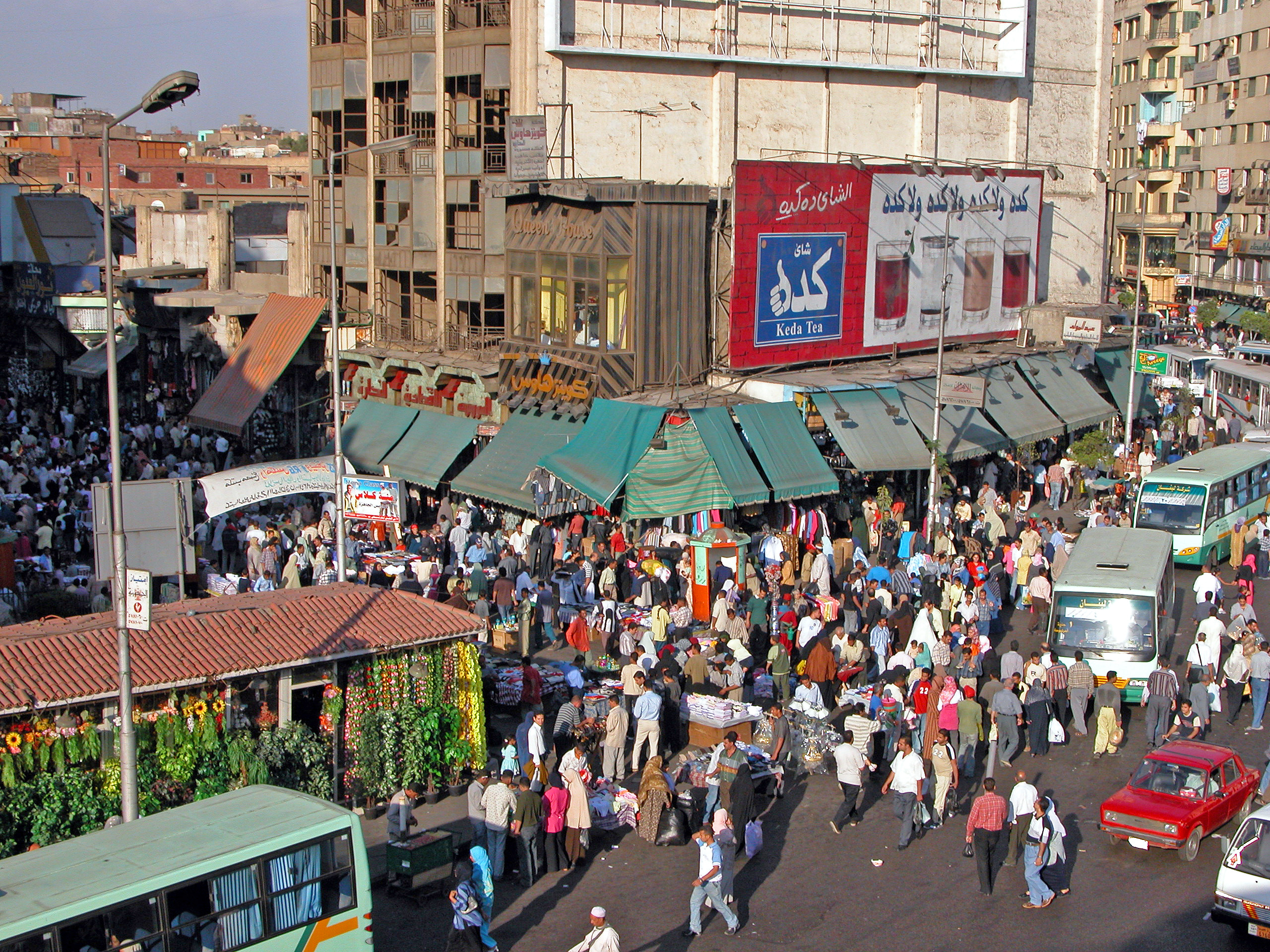
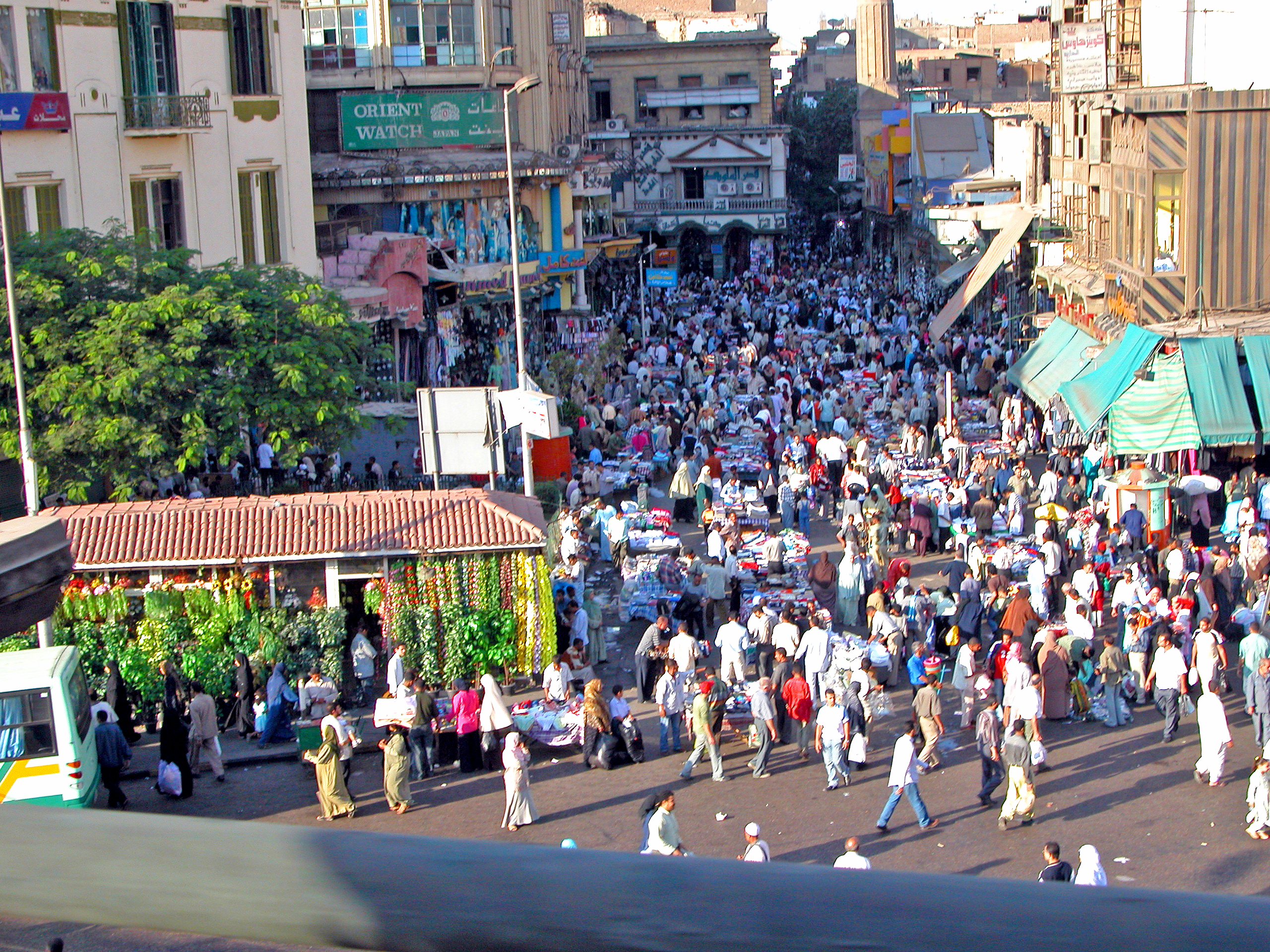
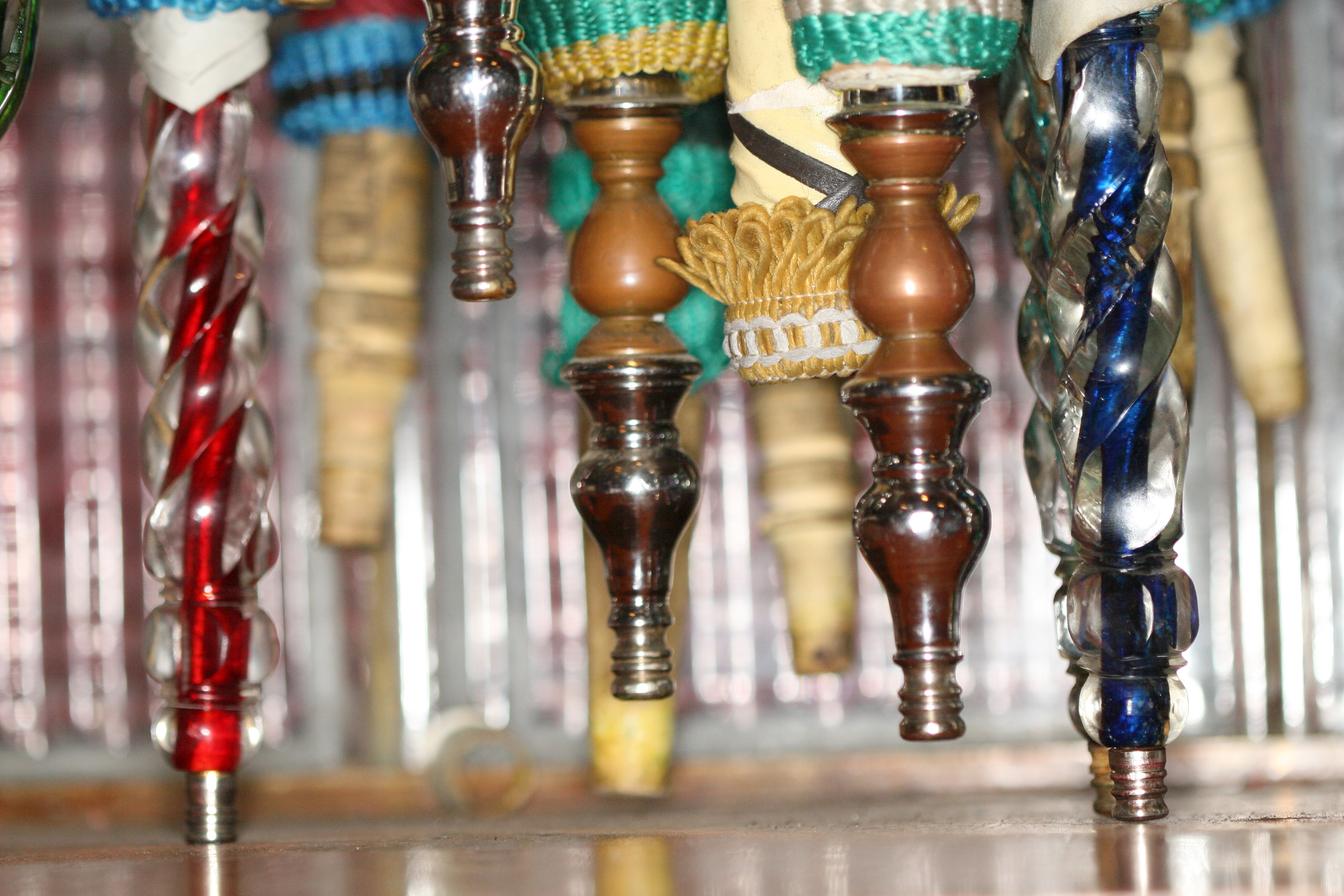
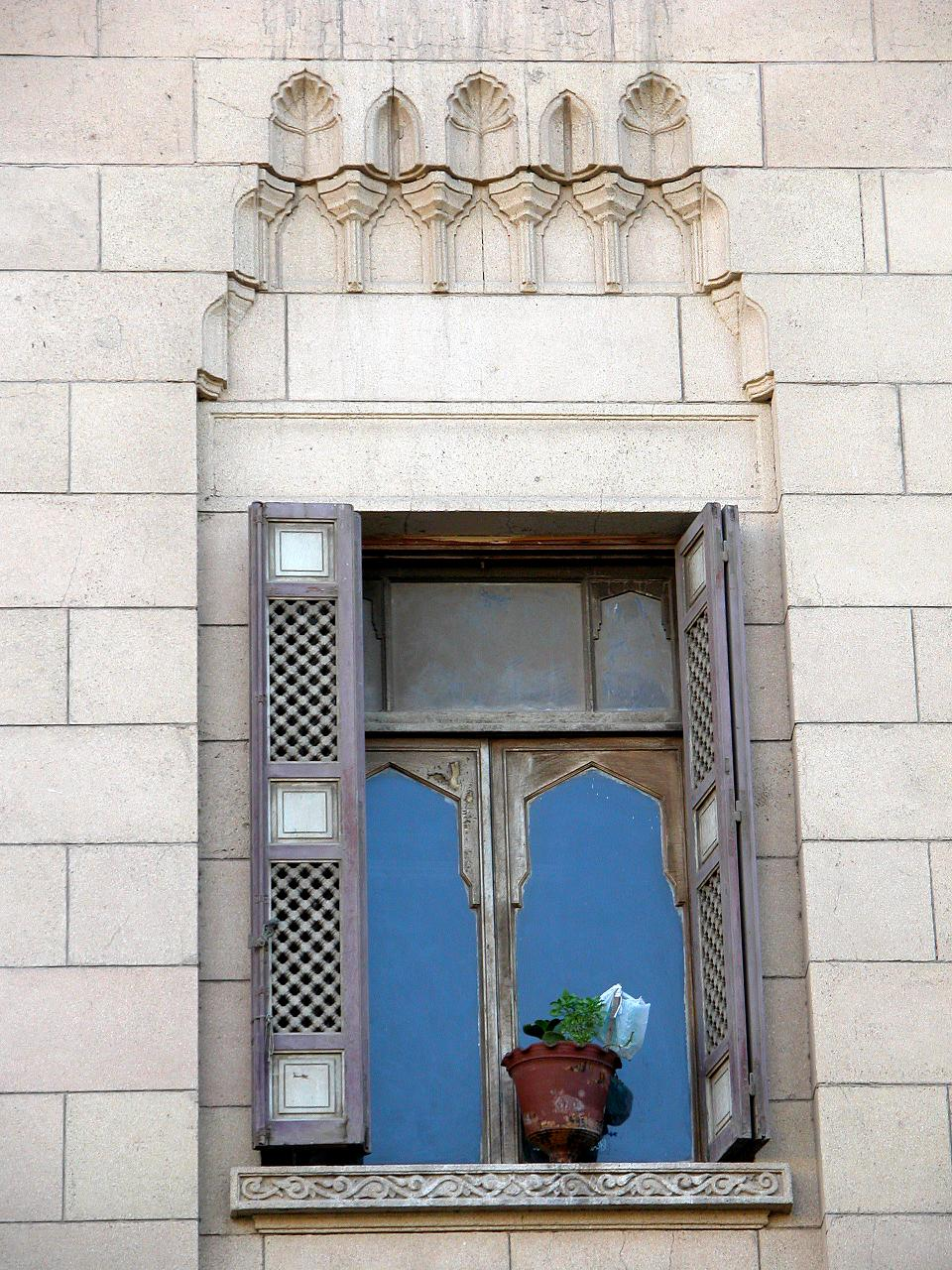
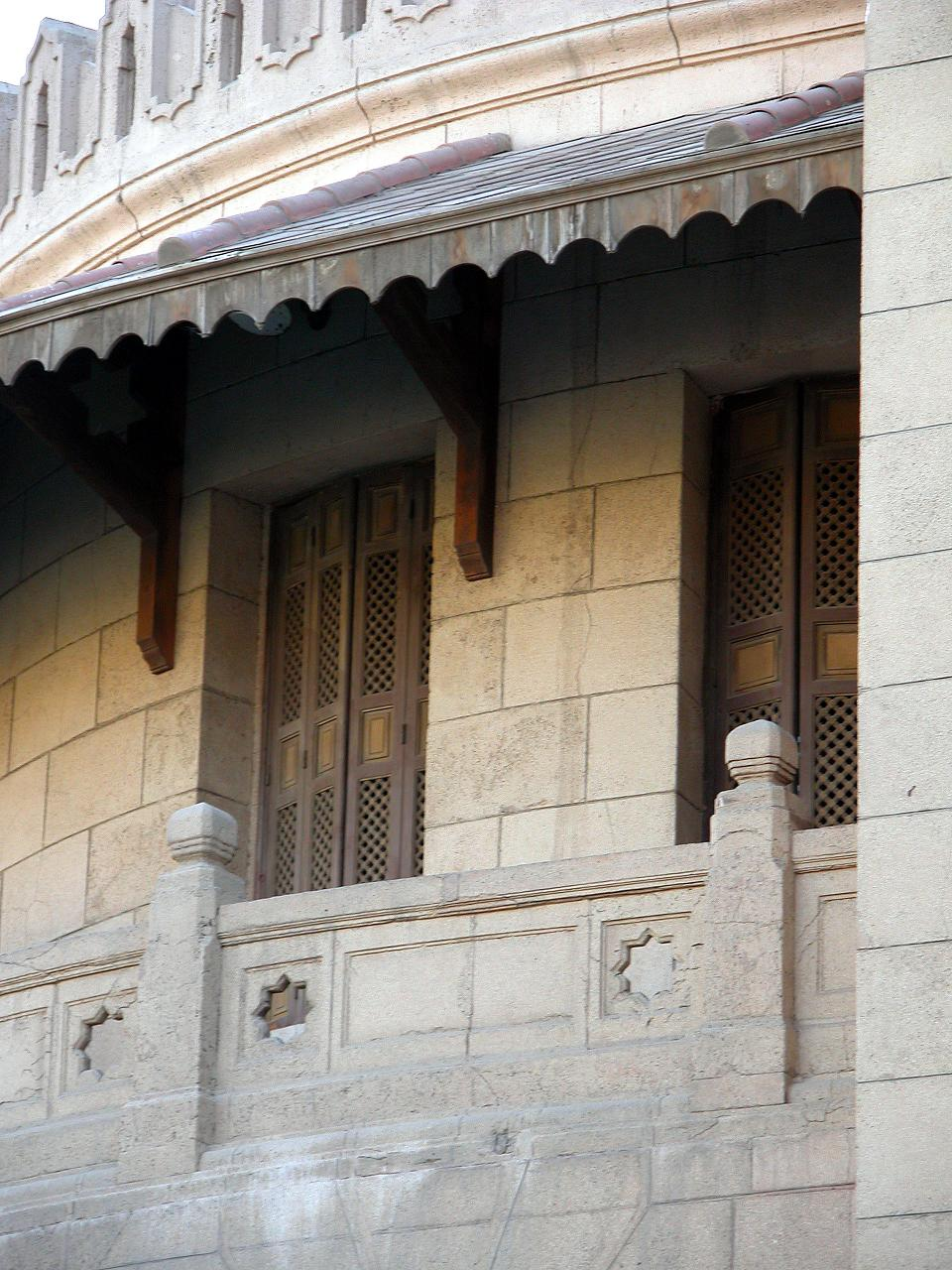
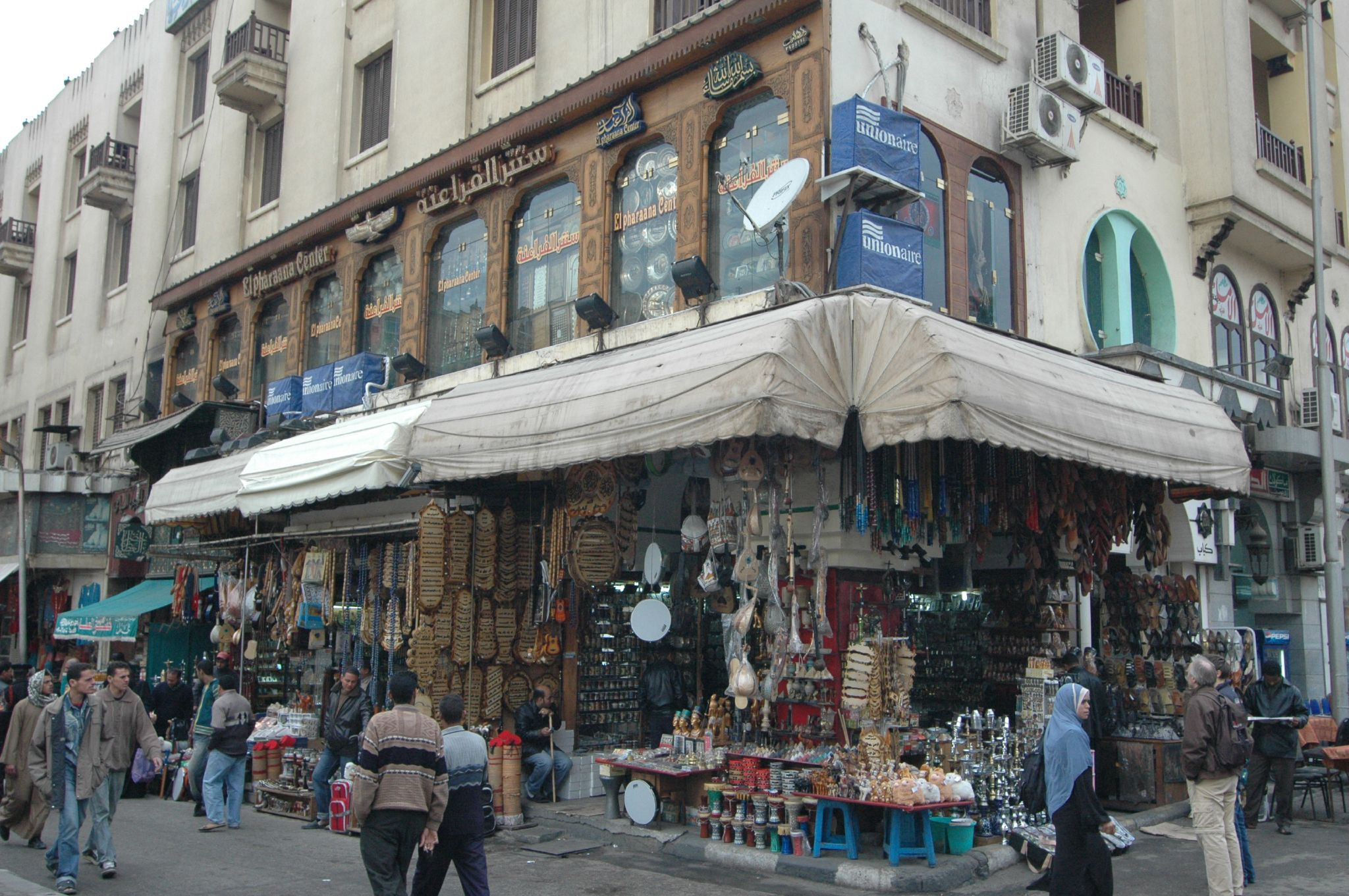
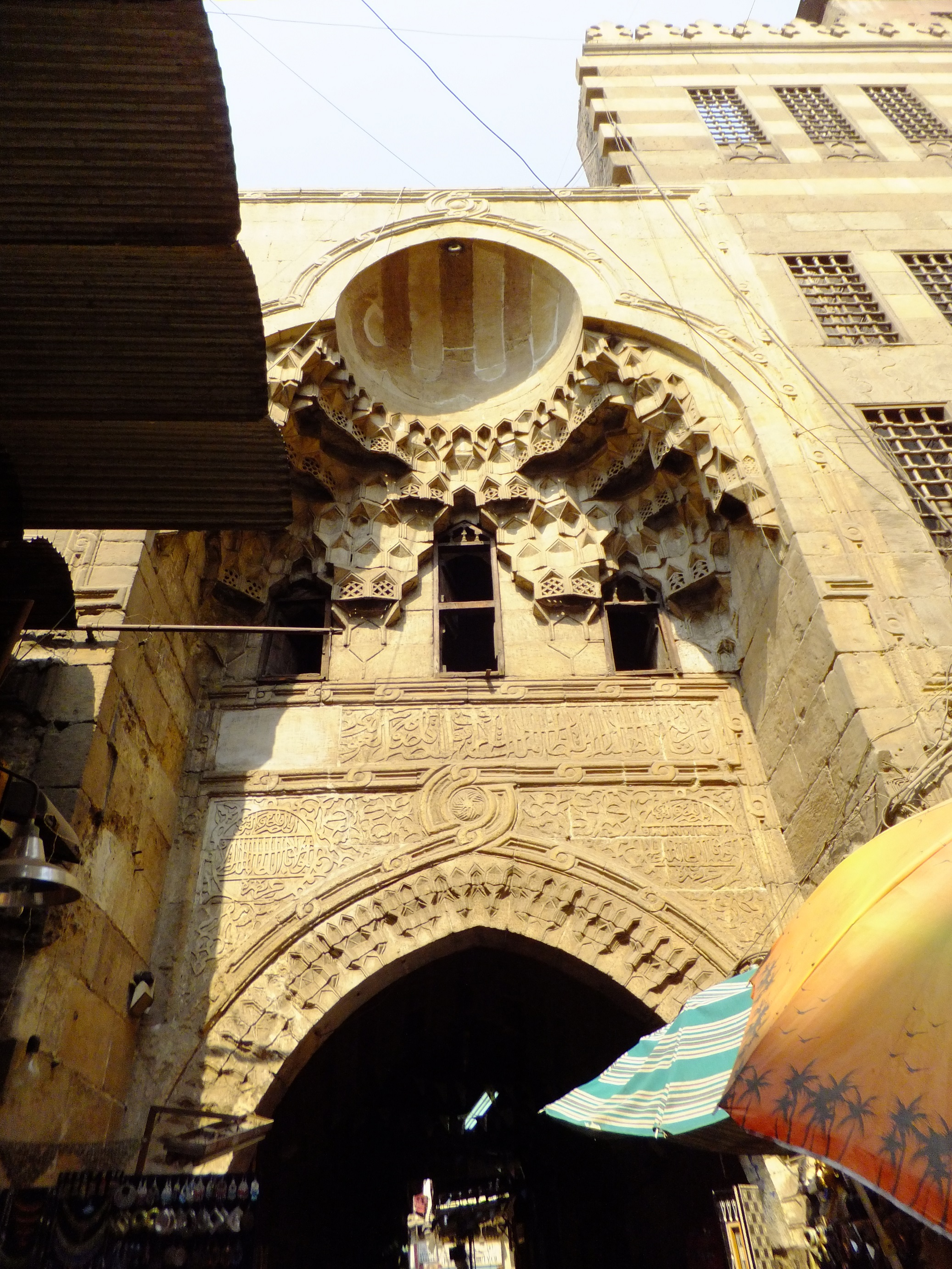
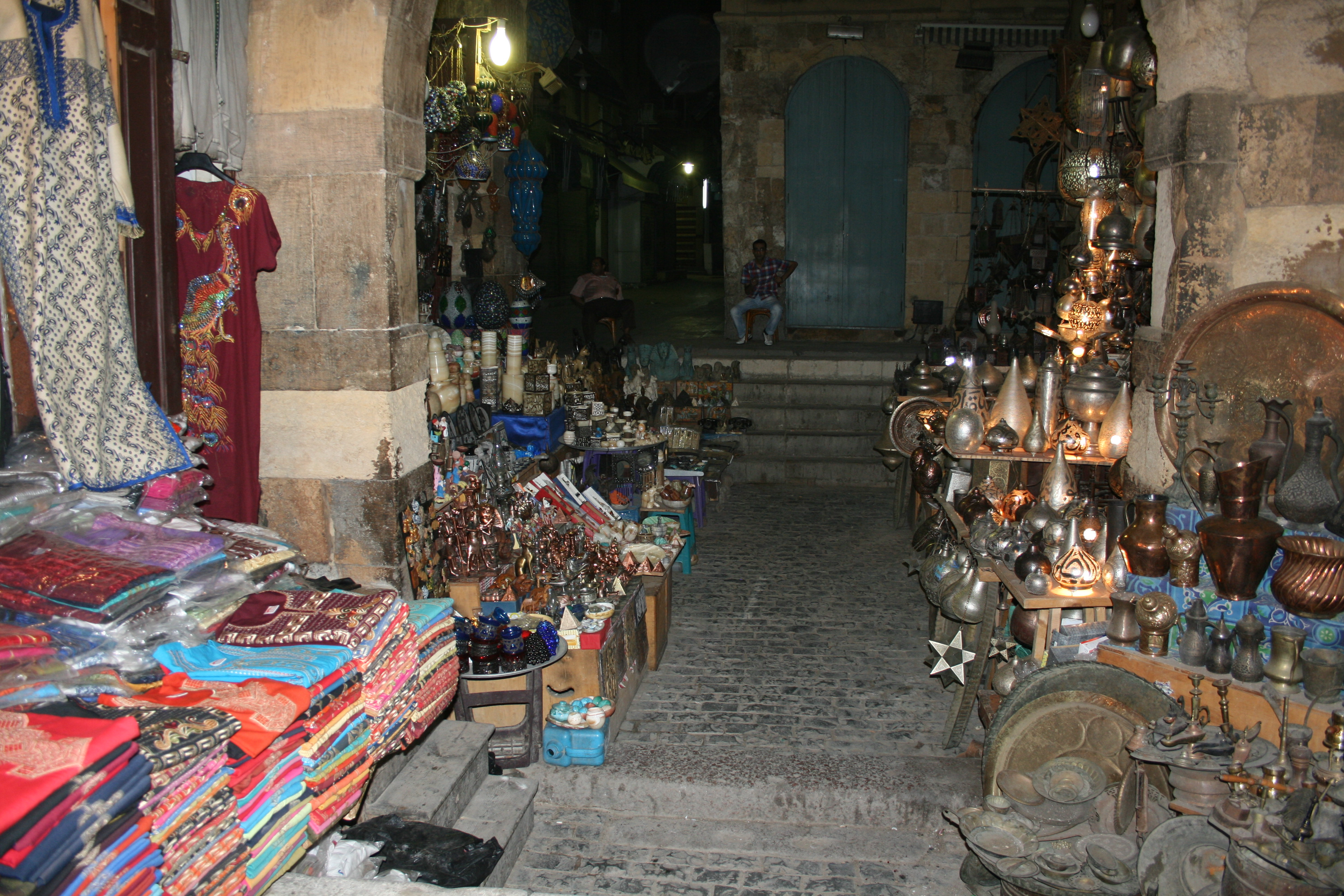
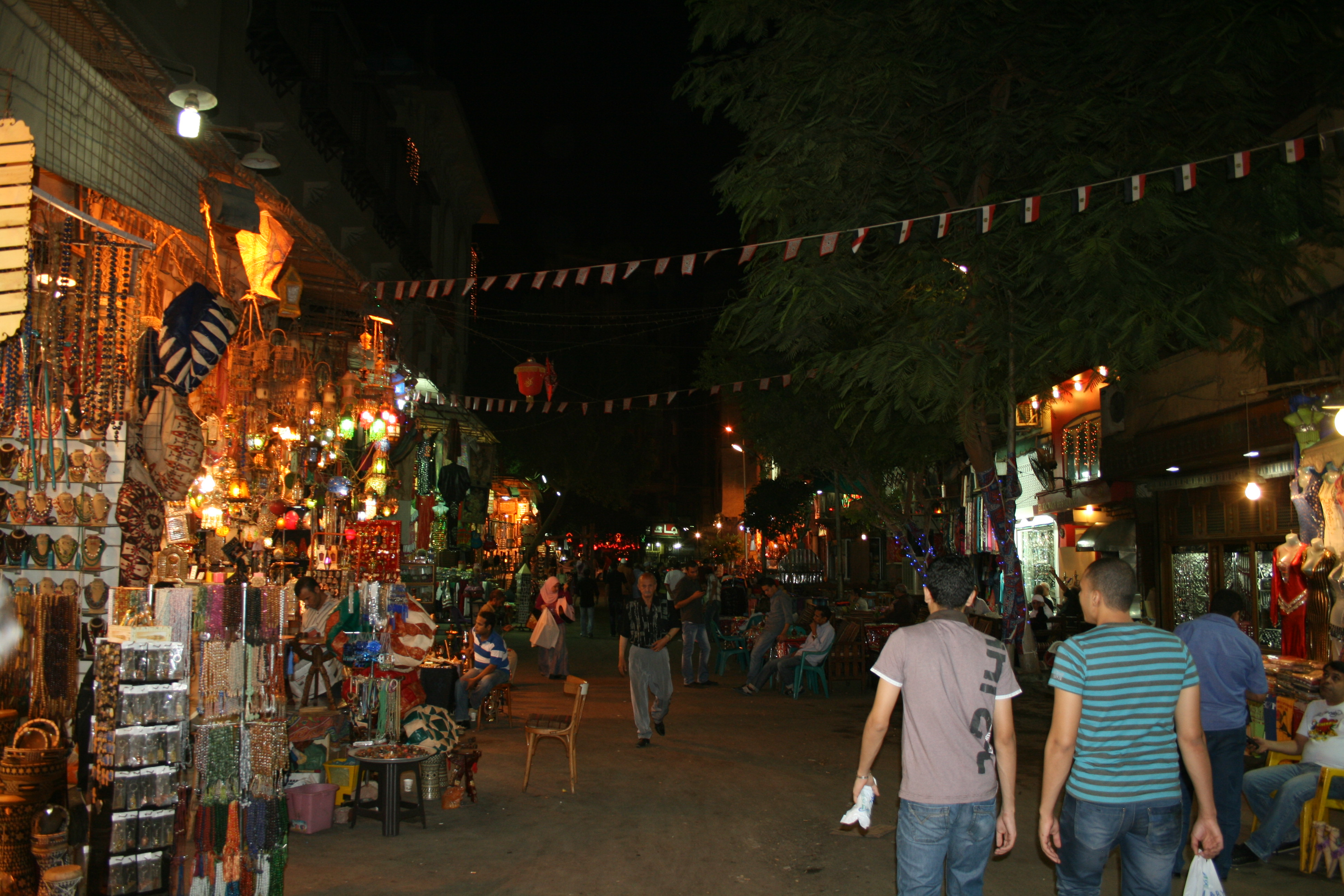
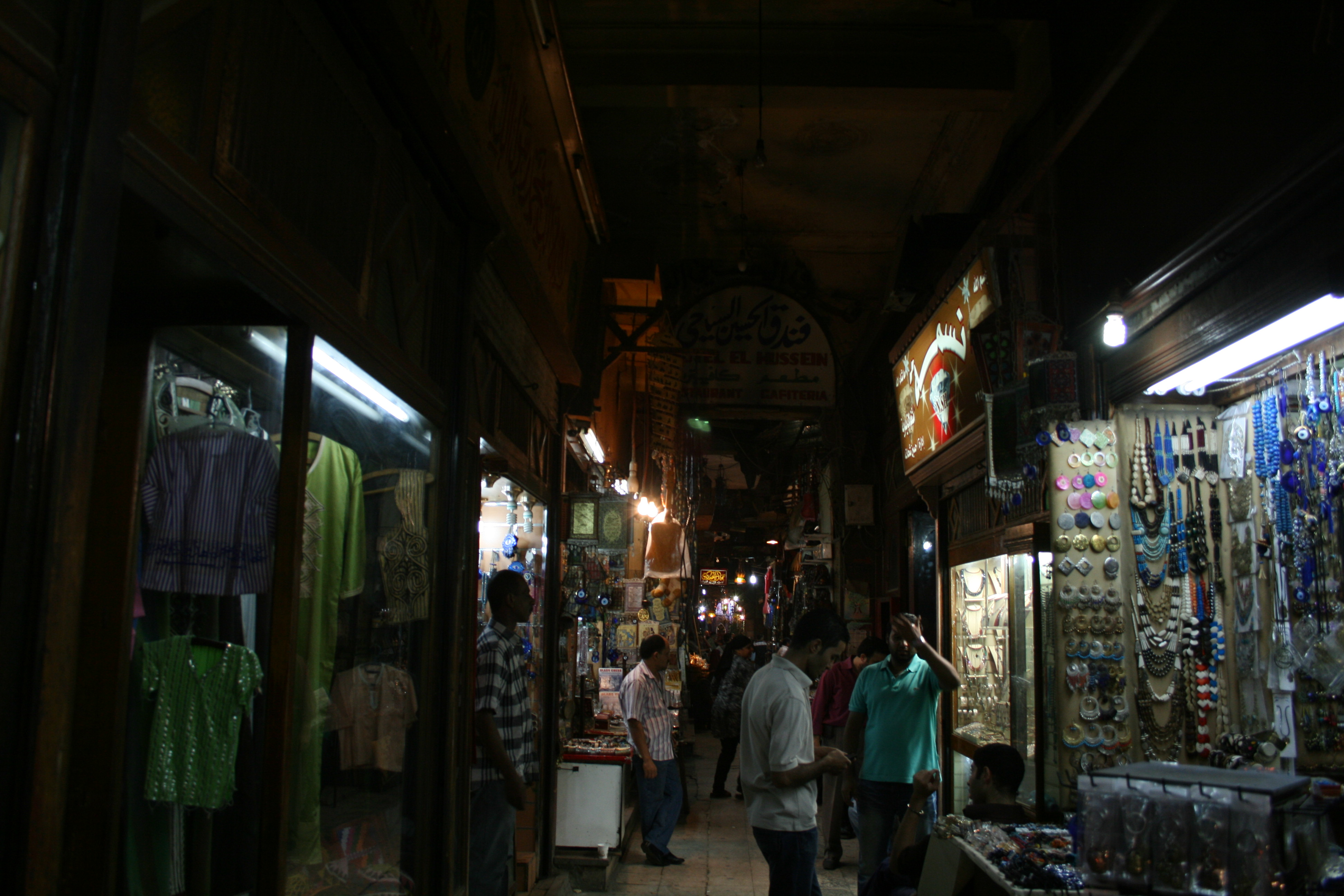
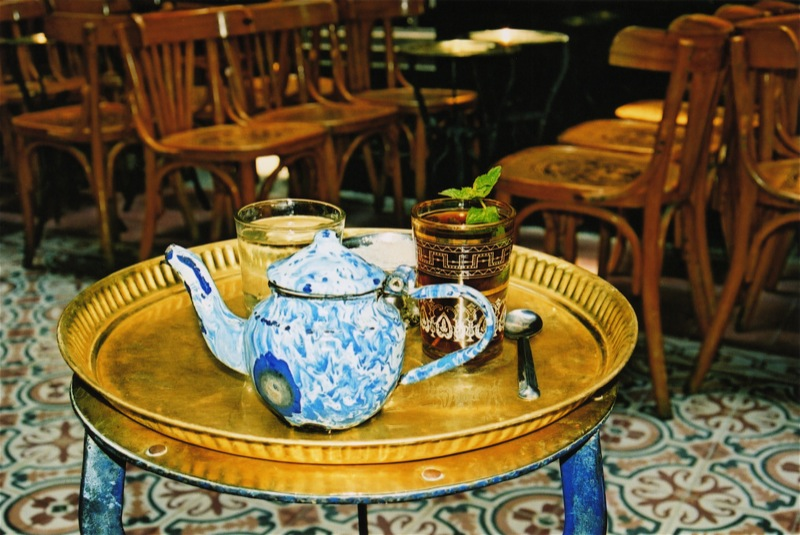
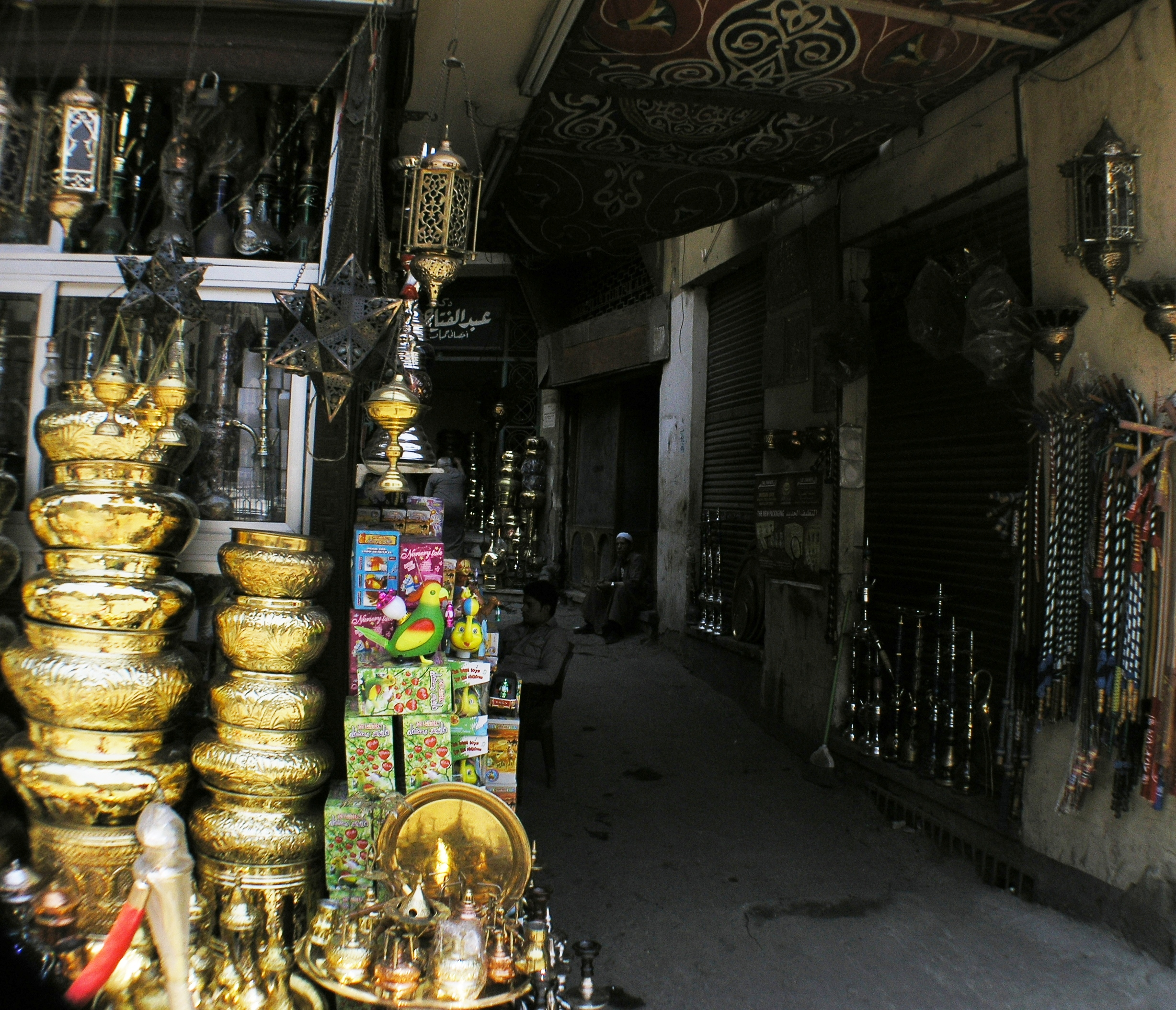
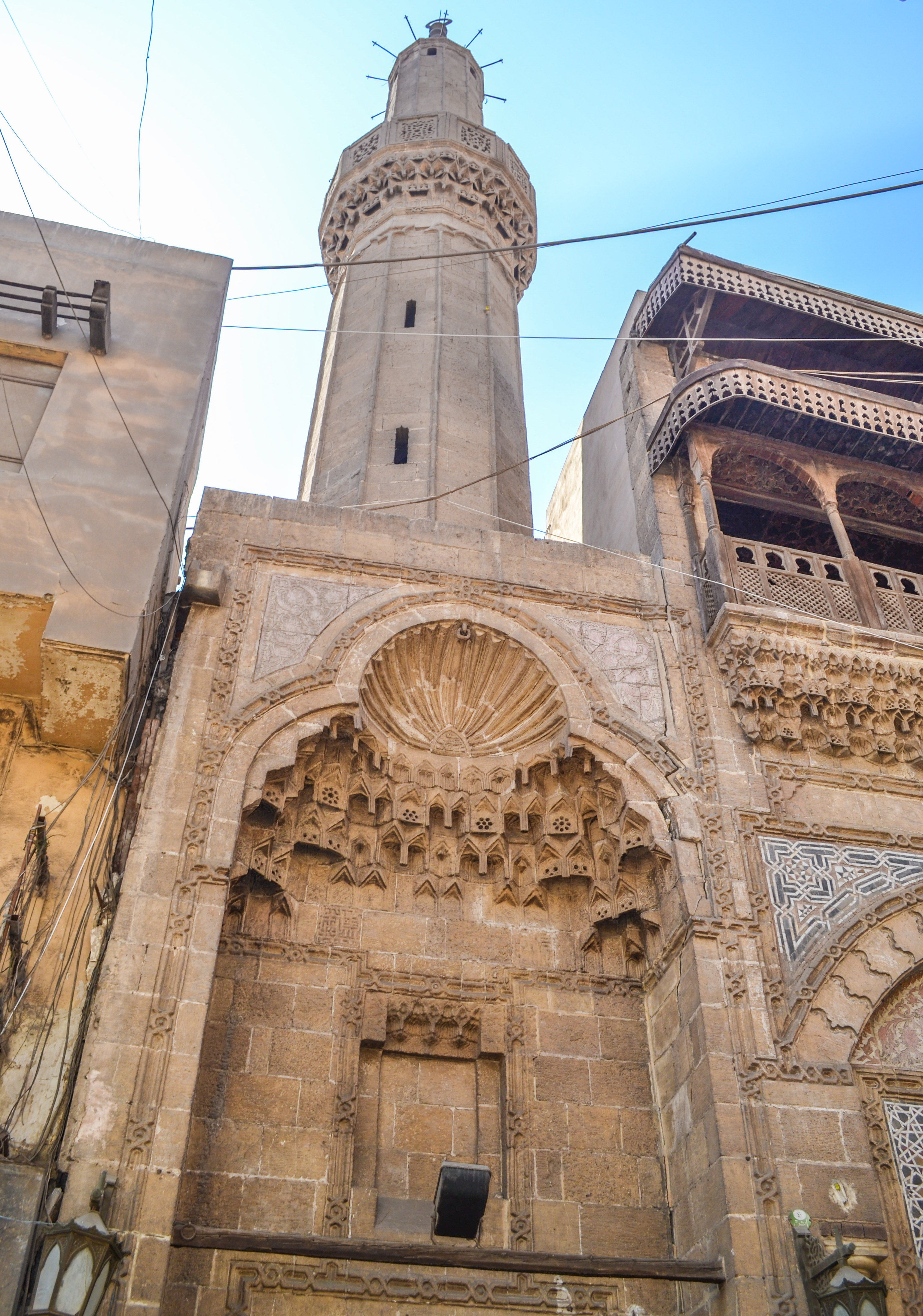
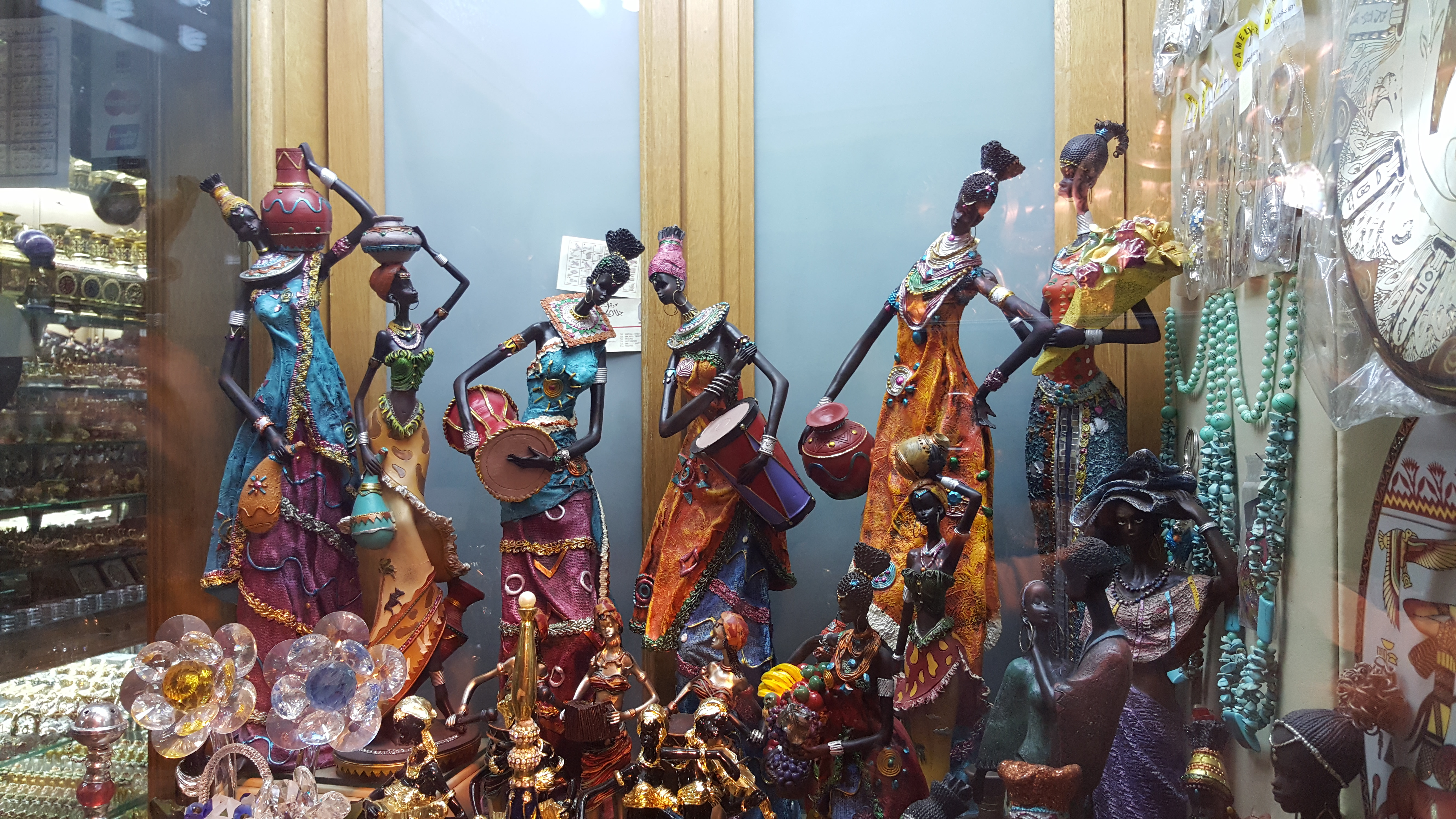
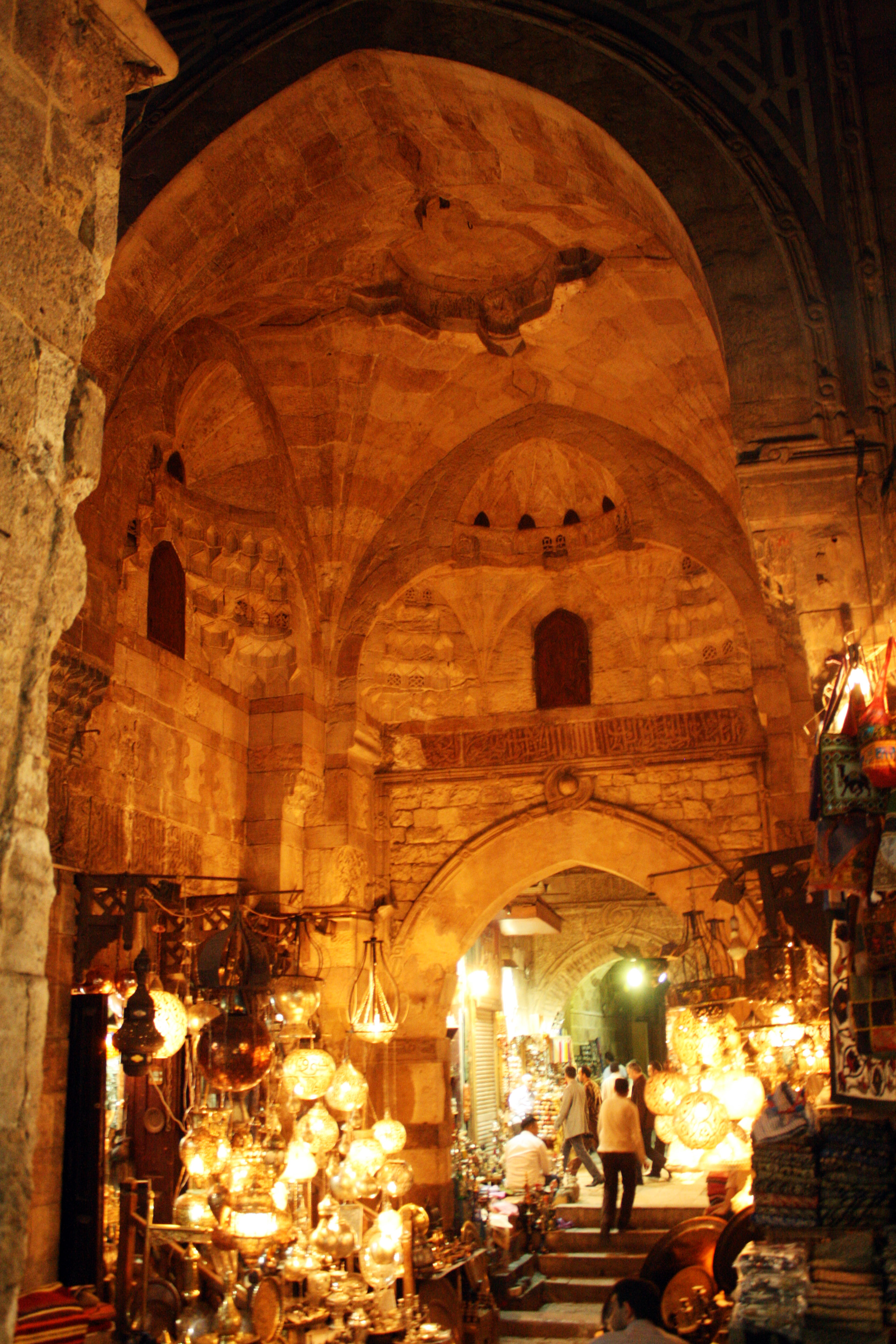